# Volkskundig en Openluchtmuseum Roscheider Hof

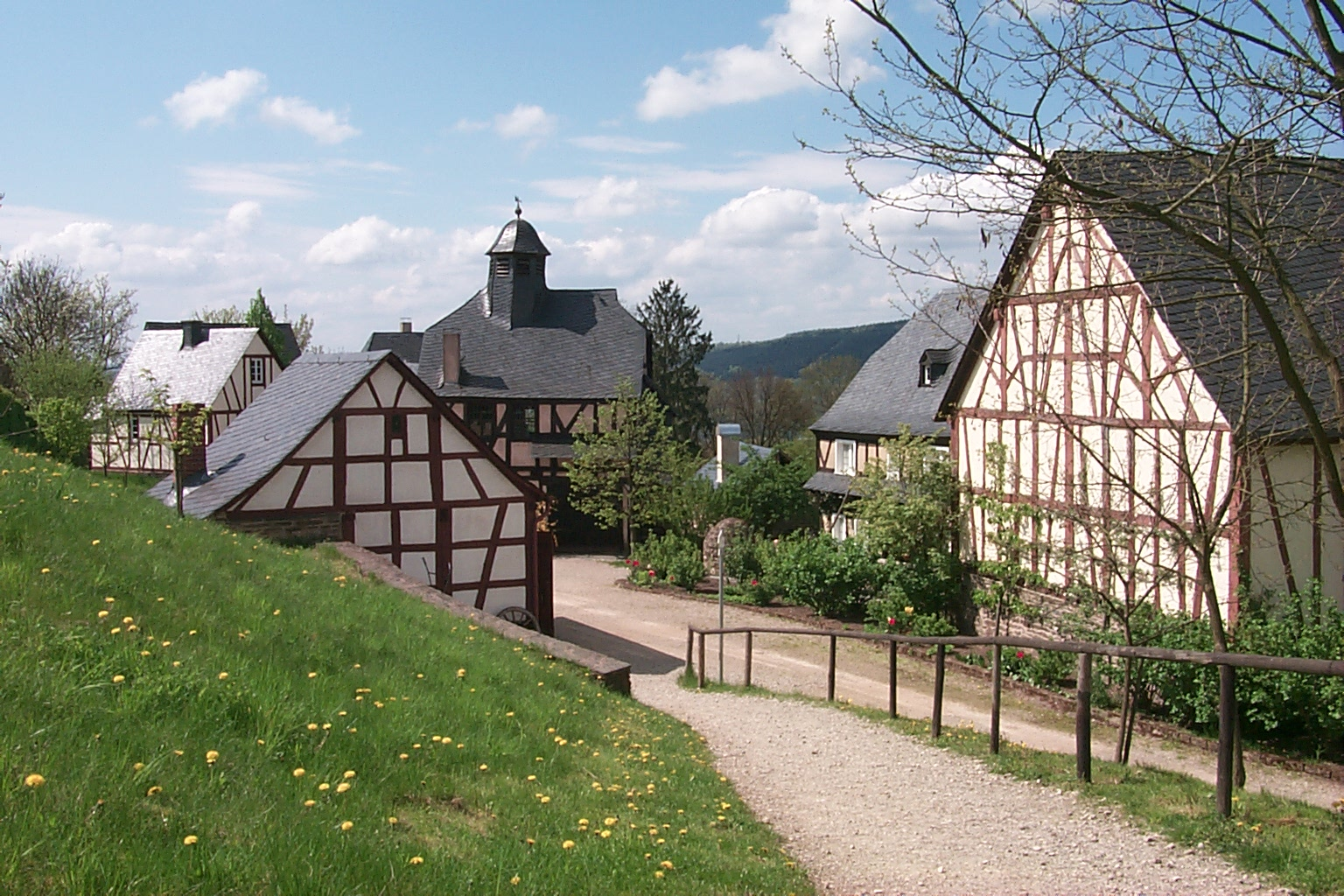
Het Hunsrückgehucht in het buitenterrein met links voor de smederij. Het huis met het torentje is het raadhuis

Het Volkskundig en Openluchtmuseum is een openluchtmuseum dat in 1976 is opgericht in Konz (Landkreis Trier-Saarburg, Rijnland-Palts). Het ligt op een heuvel boven het dal van de Moezel in het stadsdeel Roscheid aan de gemeentegrens met Trier. Het museum wil een beeld geven van de volkscultuur in het gebied rond de Moezel en de Saar. Hieronder vallen de Eifel, de Hunsrück en het Saarland, evenals delen van Luxemburg en Lotharingen. Het museum behoort met een tentoonstellingsoppervlakte van 4000 m2 en 22 hectare buitenterrein tot de grootste Duitse volkskundemusea. Het museum wordt beheerd door Volkskunde- und Freilichtmuseum Roscheider Hof, Konz e.V., een vereniging met meer dan duizend leden.

## Geschiedenis

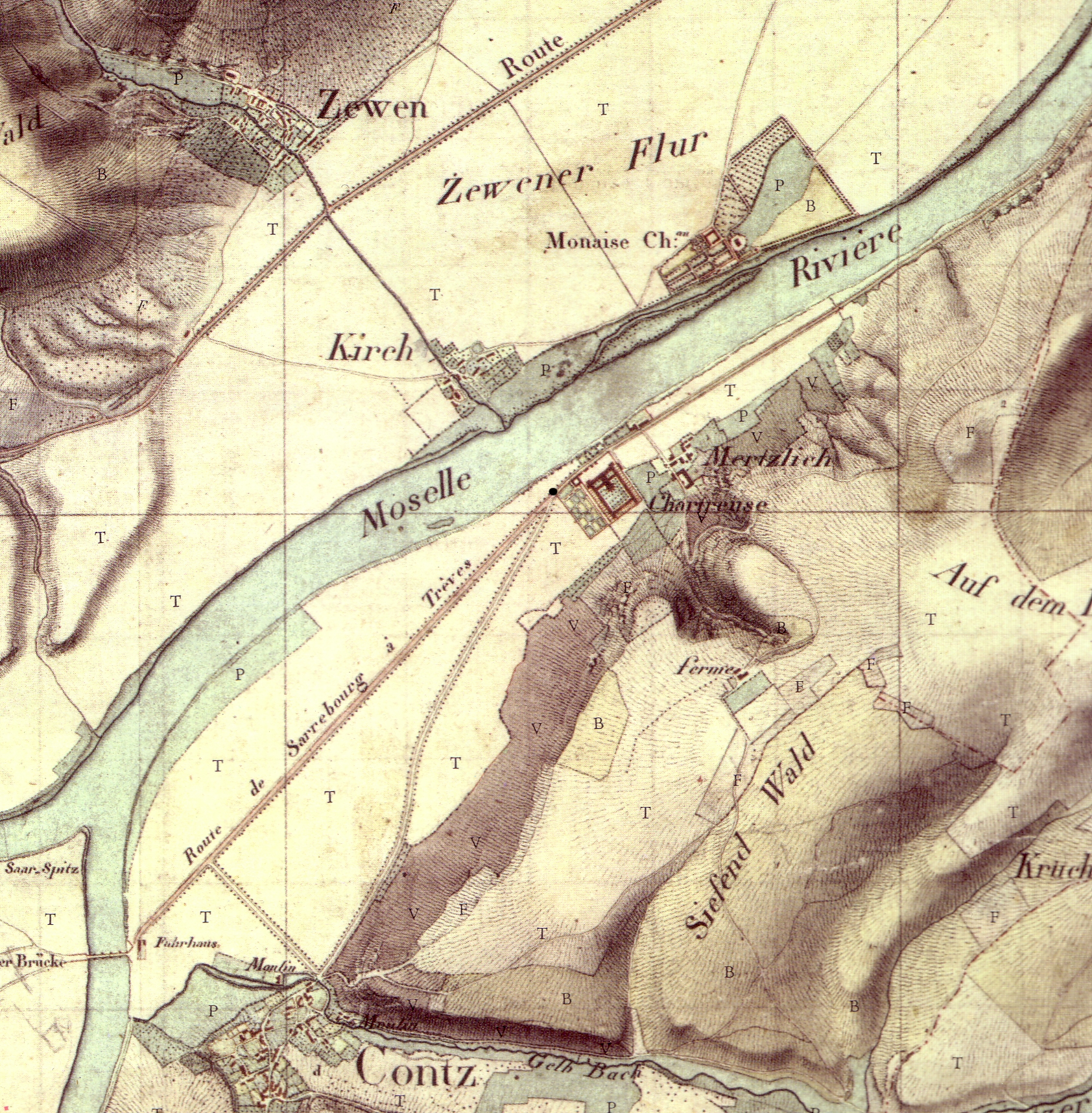
De gebouwen van het Roscheider Hof (als "ferme" aangeduid) boven het Kartuizerklooster en de plaats Mertzlich (nu Konz-Karthaus) op de kaart van Tranchot-Müffling uit 1820.

Het hoofdgebouw van het Roscheider Hof wordt voor het eerst vermeld in een oorkonde van de Benedictijnerabdij Sint-Matthias in Trier. In 1330 verkocht de abdij een jaargeld en verpandde als zekerheid daarvoor onder andere hun Hof Roscheid. 12 jaar later werd het hof voor een tweede keer vermeld. In de oudste bewaarde pachtoorkonde uit 1448 verpachtte het klooster het Hof Roscheid met velden, weiden, bossen en alle toebehoren voor 18 jaar aan Johan von Konz en zijn vrouw Else. De namen van alle navolgende pachters zijn tot het laatste pachtverdrag van 1793 overgeleverd. De hoeve bestond uit twee tegenover elkaar liggende gebouwen. Het gebouw aan de noordoostelijke zijde met woongedeelte, vee- en paardenstal is bewaard gebleven in het nog bestaande deel van het gebouw van de vierkantshoeve. Bij renovatiewerken kwamen in 1978 enkele vondsten tevoorschijn, die wijzen op een datering in de vroege 16e eeuw en vroeger.
In 1794 ging met de intocht van Franse revolutionaire troepen het feodaal tijdperk ook in het keurvorstendom Trier ten einde. Het Roscheider Hof werd als onteigend kloostergoed in 1802 aan de Franse Staat toegewezen en op 7 maart 1805 door de Saarburger Nikolaus Valdenaire voor 8500 frank op een veiling gekocht. Valdenaire, een Franse soldaat, was in een lokale familie ingetrouwd. Hij was een invloedrijke persoonlijkheid met door de Franse Revolutie beïnvloede ideeën. Hij breidde het sinds drie eeuwen slechts weinig veranderde goed uit en verbouwde de voor het Trierer Land ongewone vierkantshoeve (gesloten hoeve) tot de huidige vorm. De nevengebouwen aan het voorhof werden pas later gebouwd.

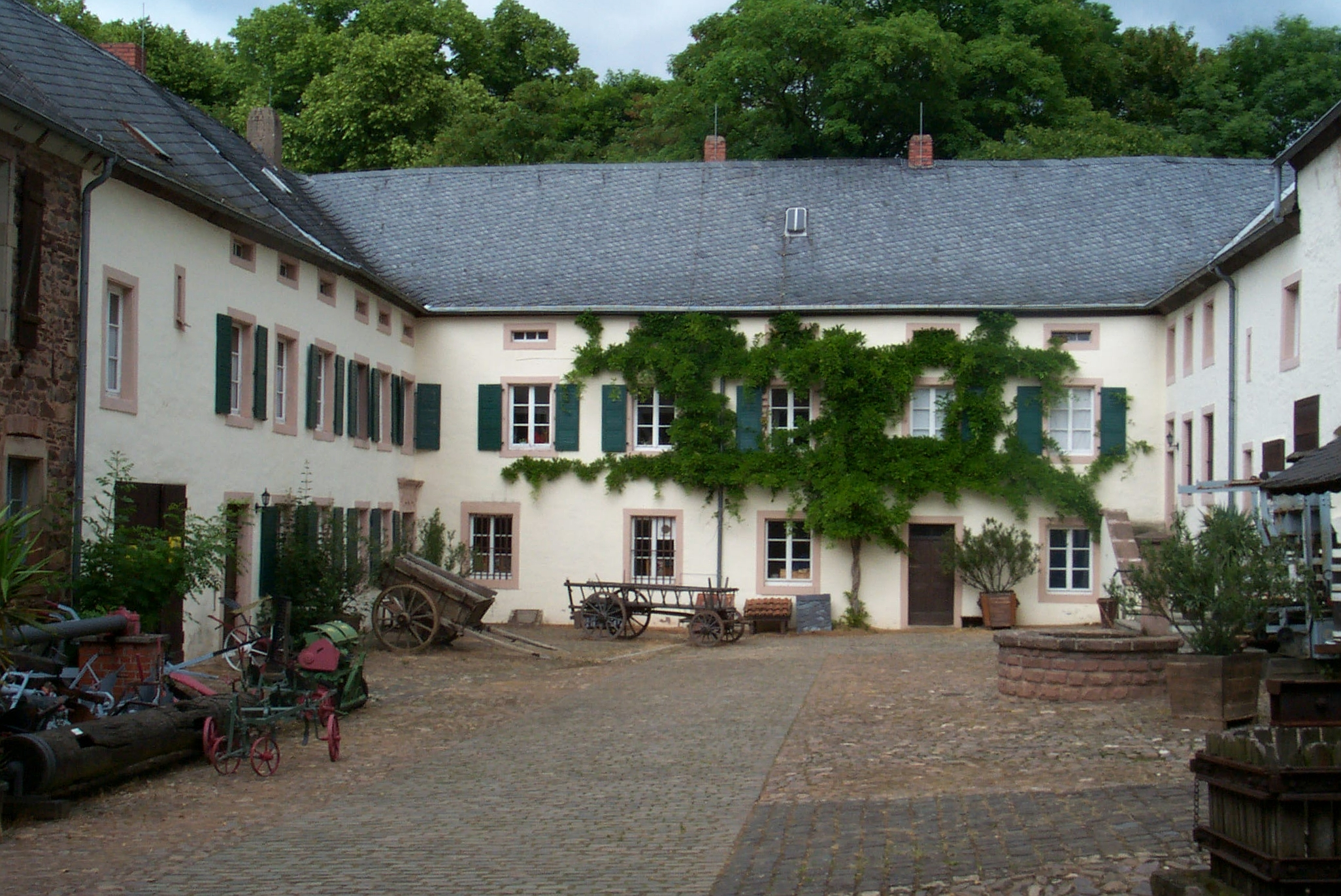
De binnenhof van de vierkantshoeve van Valdenaire.

Na de dood van Valdenaire in het jaar 1849 toonde zijn met Karl Marx bevriende zoon Viktor Valdenaire weinig interesse voor de hoeve. Het lukte hem in 1864 om de hoeve te verkopen. Later werd met steun van de staat een landbouwschool in het Roscheider Hof gevestigd. Deze werd in 1871 naar Saarburg verplaatst. Na herhaalde wisselingen van eigenaar werd de hoeve met de daarbij horende landerijen in 1909 verworven door de belastingdienst van het Koninkrijk Pruisen en vervolgens door de staat beheerd. Na de Tweede Wereldoorlog ging het staatsdomein over naar het land Rijnland-Palts. De laatste leider, Edgard Studt, ondersteunde de idee van het openluchtmuseum, zodat hij het bedrijf uit de verouderde gebouwen zou kunnen verplaatsen naar een rationele nieuwbouw. Daarvan kwam het niet meer, daar de Stad Konz op 9 juni 1969 het Roscheider Hof voor 2.500.000 DM van de Landesdomänenverwaltung (landsdomeinenbeheer) verwierf, met het doel op 150 hectare grond het nieuwe stadsdeel Konz-Roscheid te bouwen. De hoeve met een oppervlakte van 20 hectare werd bestemd als openluchtmuseum.

## Ontstaan van het museum

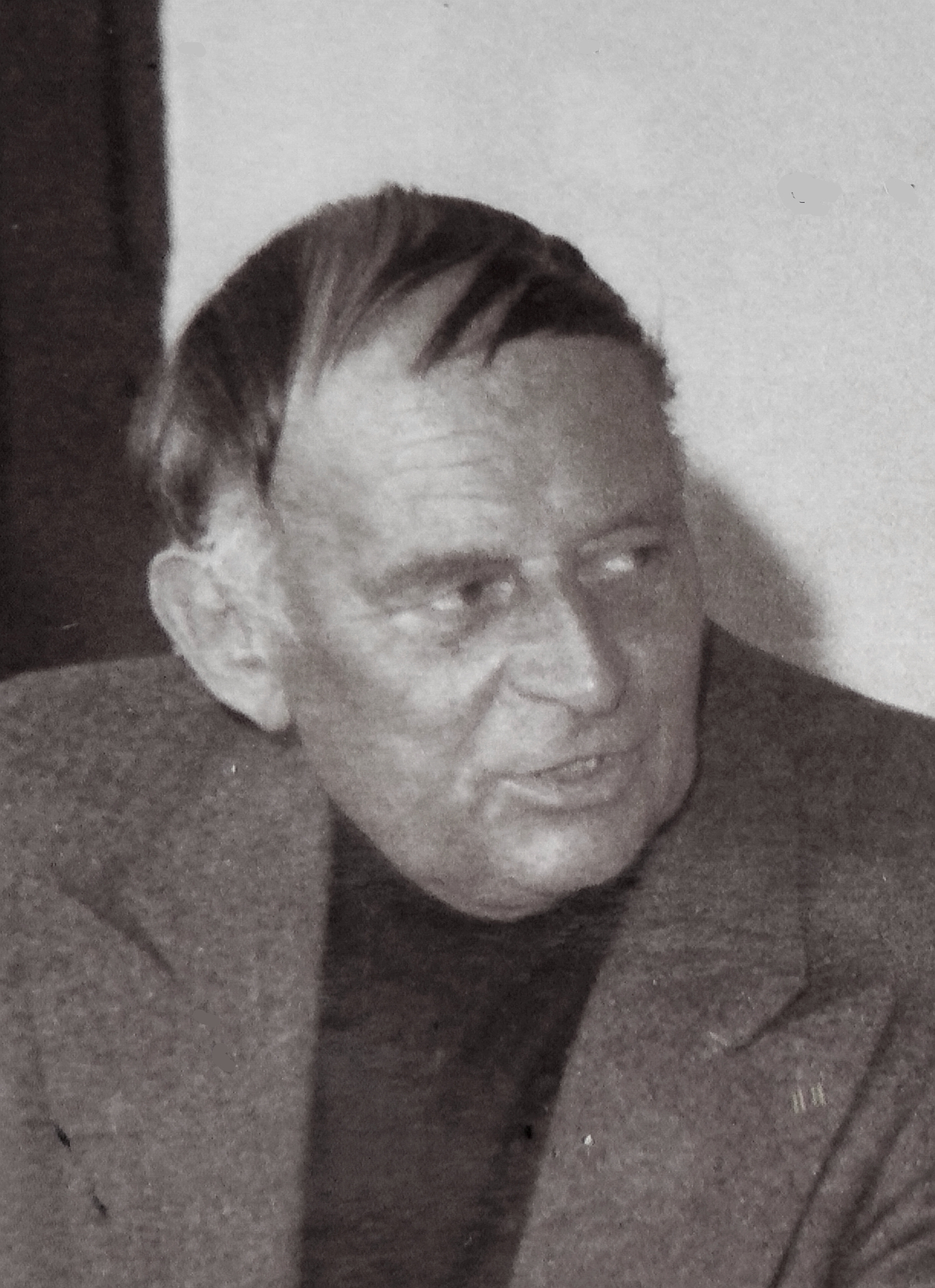
Rolf Robischon

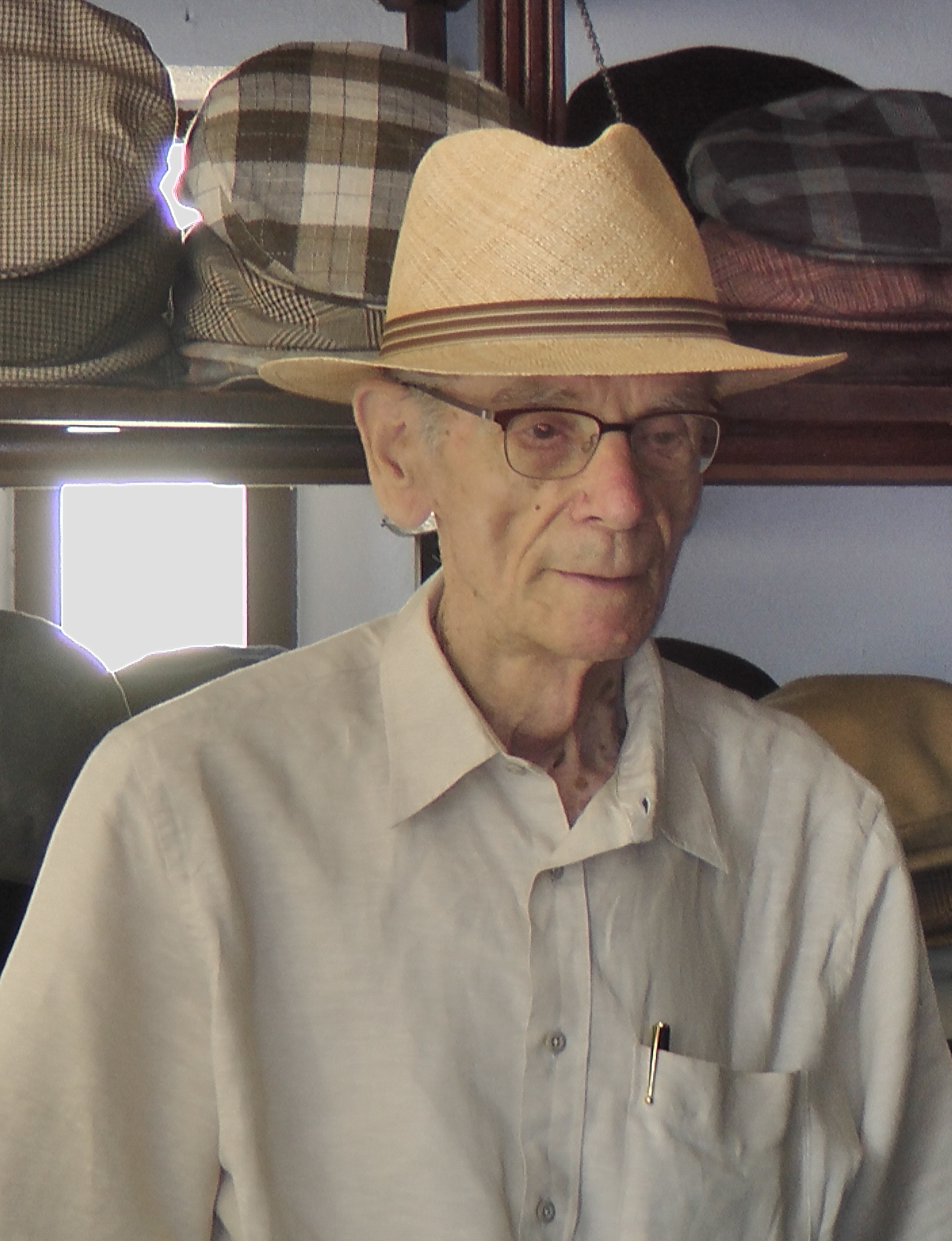
Ulrich Haas in mei 2015

### Geschiedenis
Nadat meer dan tien jaar lang pogingen mislukt waren om in Konz het centrale openluchtmuseum voor Rheinland-Pfalz op te richten, werd op 12 juni 1973 in de raadzaal van het stadhuis van Konz de vereniging opgericht voor de stichting van een museum. Dit geschiedde als protest, nadat de toenmalige minister-president Helmut Kohl op 15 mei 1971 verordend had, dat alle initiatieven voor de oprichting van een openluchtmuseum op het Roscheider Hof beëindigd dienden te worden.
Het museum ontstond op initiatief van enkele afzonderlijke individuen en met ondersteuning van enkele lokale en regionale bestuurders. Drijvende kracht was Rolf Robischon, architect, gebouwendeskundige en professor aan de Bauschule Trier (op heden de Hochschule Trier). Vanaf 1975 werd het verzamelde museumgoed opgeslagen in het hoevegebouw, dat in de anticipatie gerestaureerd werd. Tussen 1975 en 1976 werd een eerste huis overgebracht, het gemeentehuis van Gödenroth. In het hoevegebouw werden acht ruimten ingericht met voorwerpen uit de collectie en op 17 juni 1976 kon het museum met bescheiden inrichting worden geopend in het bijzijn van de toenmalige minister van Onderwijs Bernhard Vogel.
De oudste museumruimten bevinden zich achter de ingang vanuit de binnenplaats van de hoevegebouwen. Een zogenaamde Tante Emmawinkel uit de eerste helft van de 20e eeuw, schoollokalen en weefkamer bevinden zich op heden nog bijna in de toestand van de oorspronkelijke inrichting. Een kapsalon en een dorpskroeg zijn inmiddels verhuisd naar het winkelstraatje en de oude keuken naar het Saargauhaus. Er bevindt zich in deze ruimten de tentoonstelling Kinderwelten (kinderwerelden).
Rolf Robischon was in de eerste opbouwfase tot 1985 directeur van het museum. Voor zijn verdiensten voor het museum tot zijn dood in 1989, werd hem door de stad Konz het ereburgerschap verleend.
Van 1985 tot zijn overlijden in december 2015 was Ulrich Haas honorair leider van het museum. Hij besteedde nog meer aandacht aan het realiseren van het Hunsrückgehucht, het Moseldorp en vooral aan de verbouwing van de hoeve tot tentoonstellingsruimte. Deze was tot het einde van de jaren tachtig aan een landbouwbedrijf verpacht, waardoor de verbouwing uitgesteld moest worden. In november 2008 kon het laatste deel van de hoeve, een grote schuur, door het museum overgenomen worden. In 1996 werd het museumterrein omheind, om verdere schade door spelende kinderen en everzwijnen tegen te gaan.

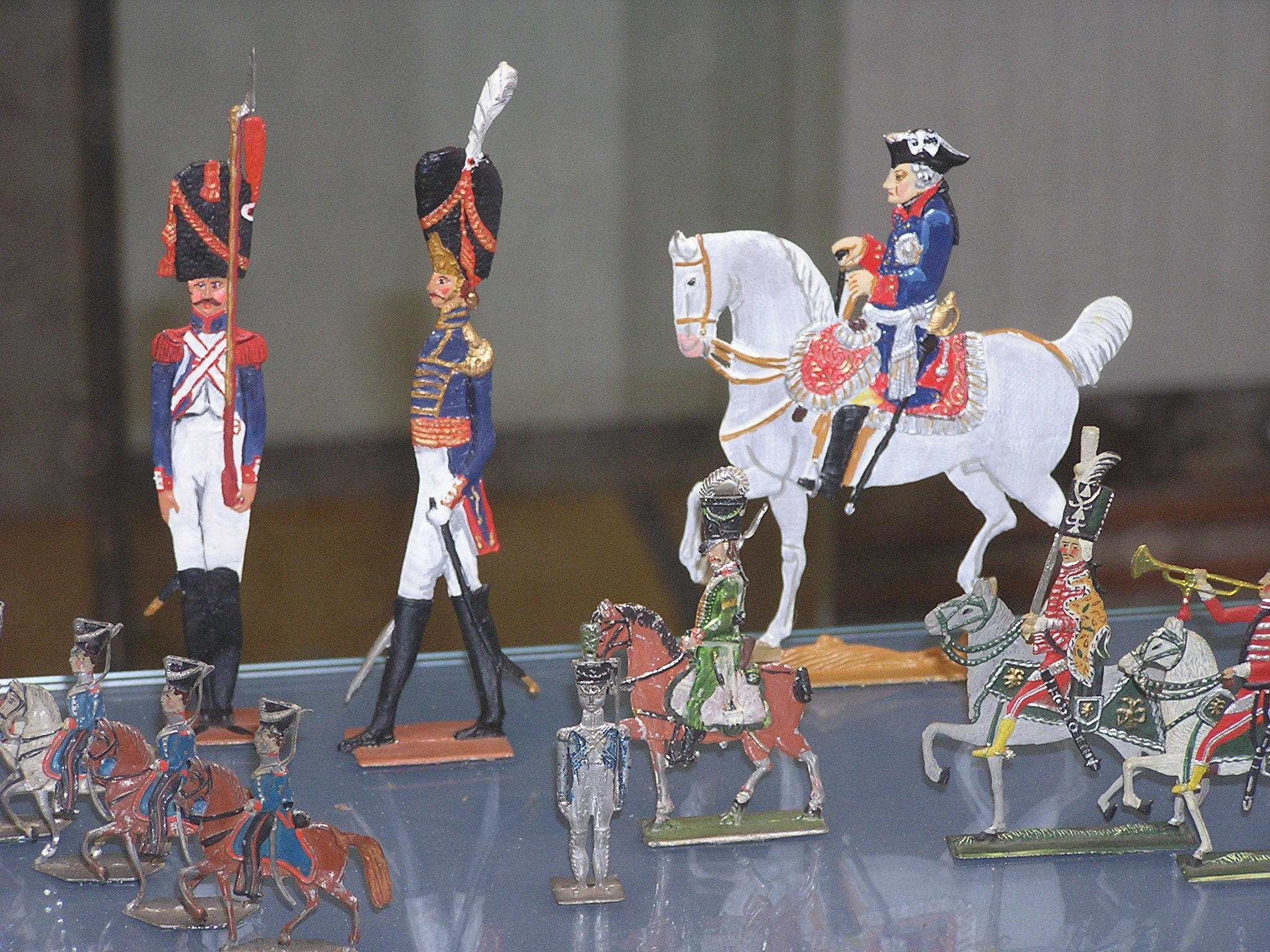
Een kleine wereld in tin
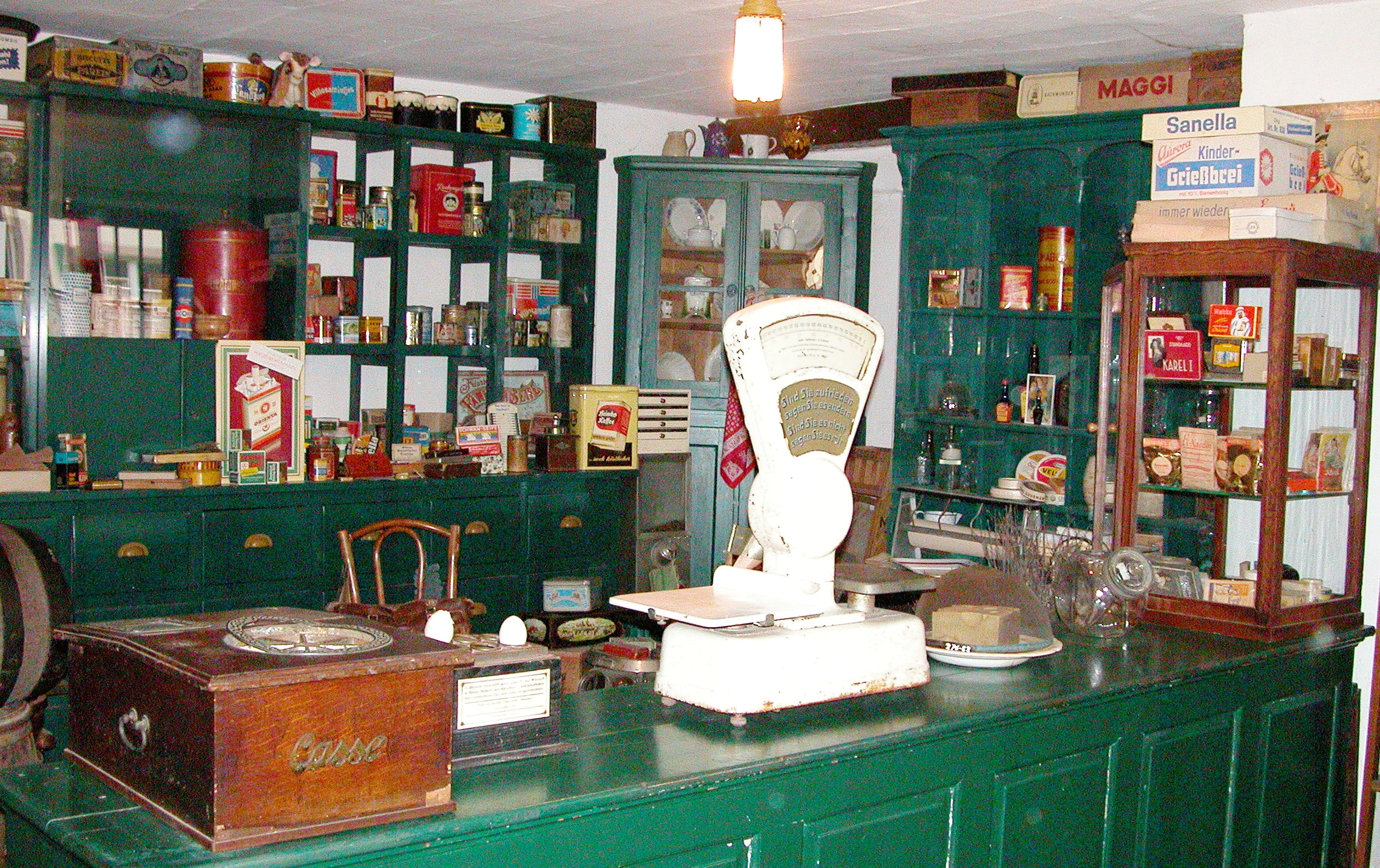
Tante-Emma-Laden in het tentoonstellingsgebouw, het oudste gedeelte van het museum
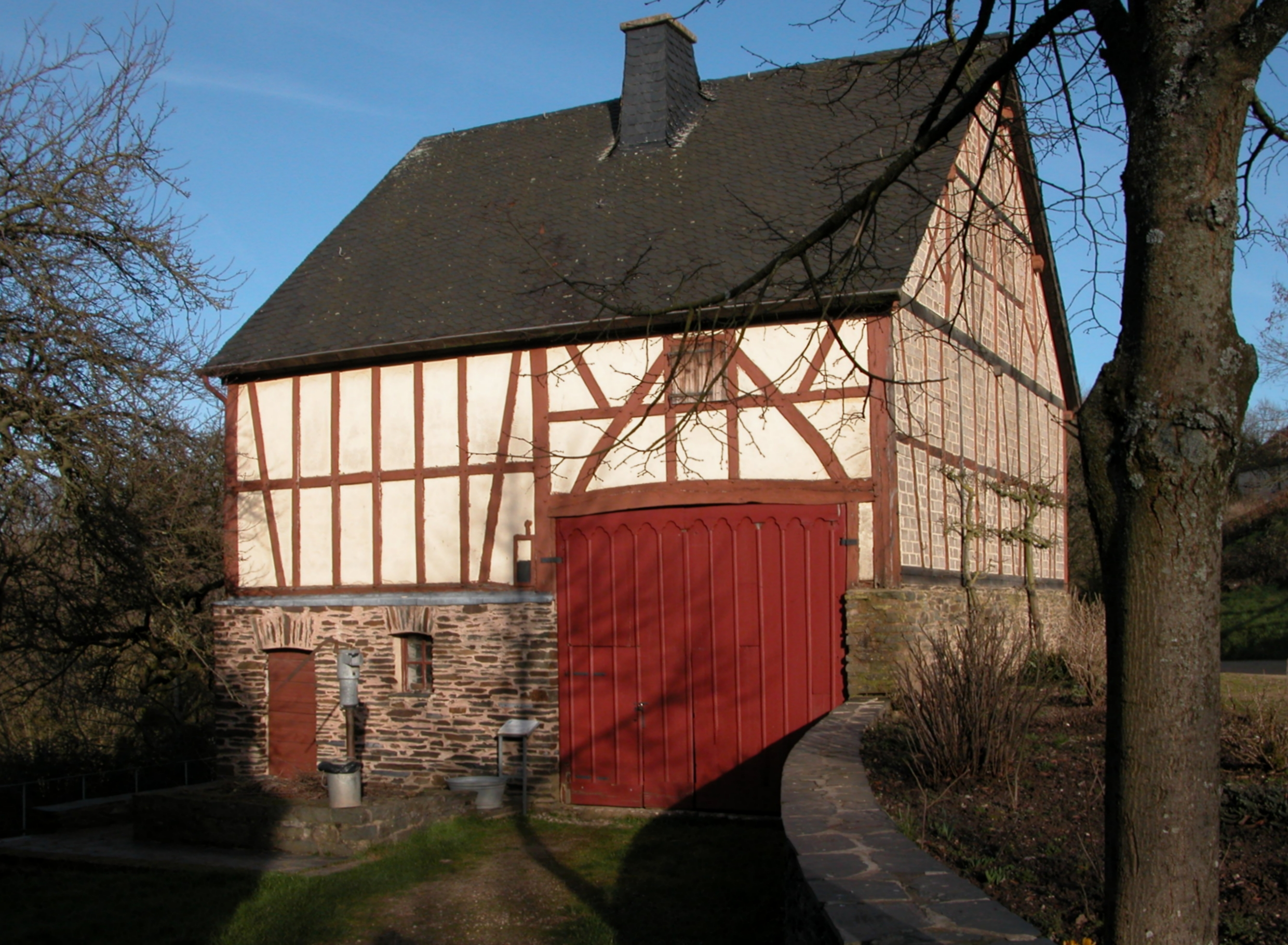
Schuur uit Irmenach
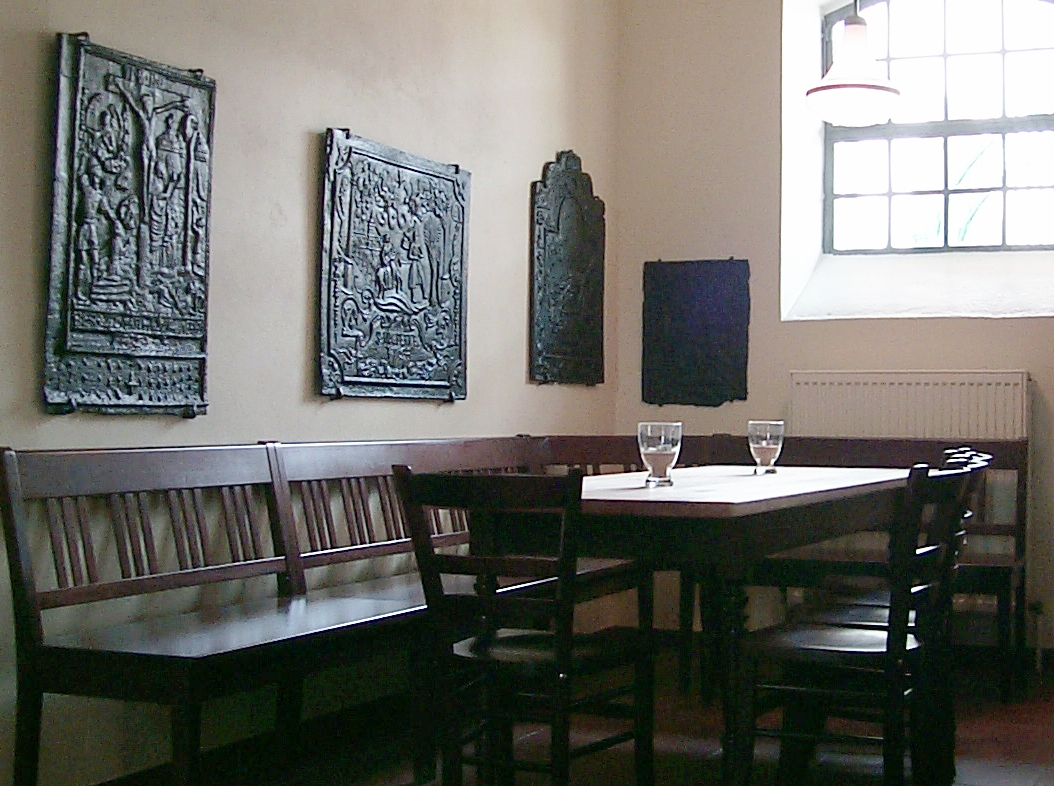
Takenplatten (haardschermen) in het museumrestaurant
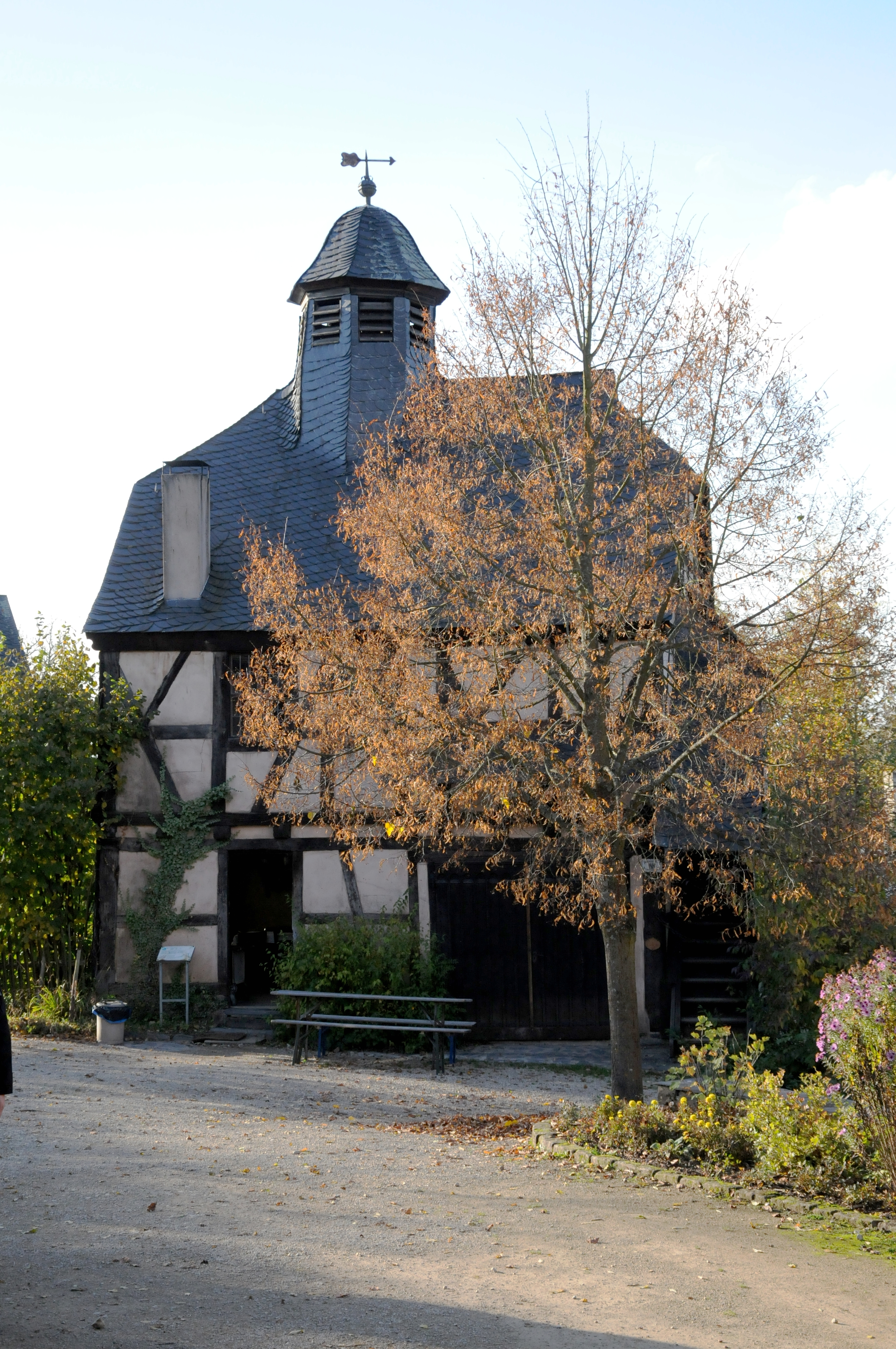
Het gemeentehuis van Gödenroth, het eerste naar het museum overgebrachte gebouw met zijn huisboom

In de volgende jaren werden verdere ruimten ingericht voor thematische tentoonstellingen. In het Hunsrückgehucht ontstonden een bakhuis en een school, een nieuwbouw met bosmuseum en depotruimten evenals de eerste huizen van de bouwgroep Moezel. In de tentoonstellingsgebouwen werden in deze periode twee winkelstraatjes en de tentoonstelling van tinnen figuren ingericht, alsook speelgoedverzamelingen tentoongesteld. In een modern tentoonstellingsgebouw werd een tentoonstelling over het Leven in het bos en in een voormalige goederenopslag werd een tentoonstelling over het spoorwegknooppunt Konz ingericht.
Op 11 juni 2006 besloot de stadsraad van Konz eensgezind, Ulrich Haas voor zijn inzet als museumleider eveneens het ereburgerschap van de stad te verlenen.
In maart 2016 werd Helge Klaus Rieder door de ledenvergadering van het museum tot eerste voorzitter en daarmee tot honorair museumleider verkozen.

### Concept en opbouw

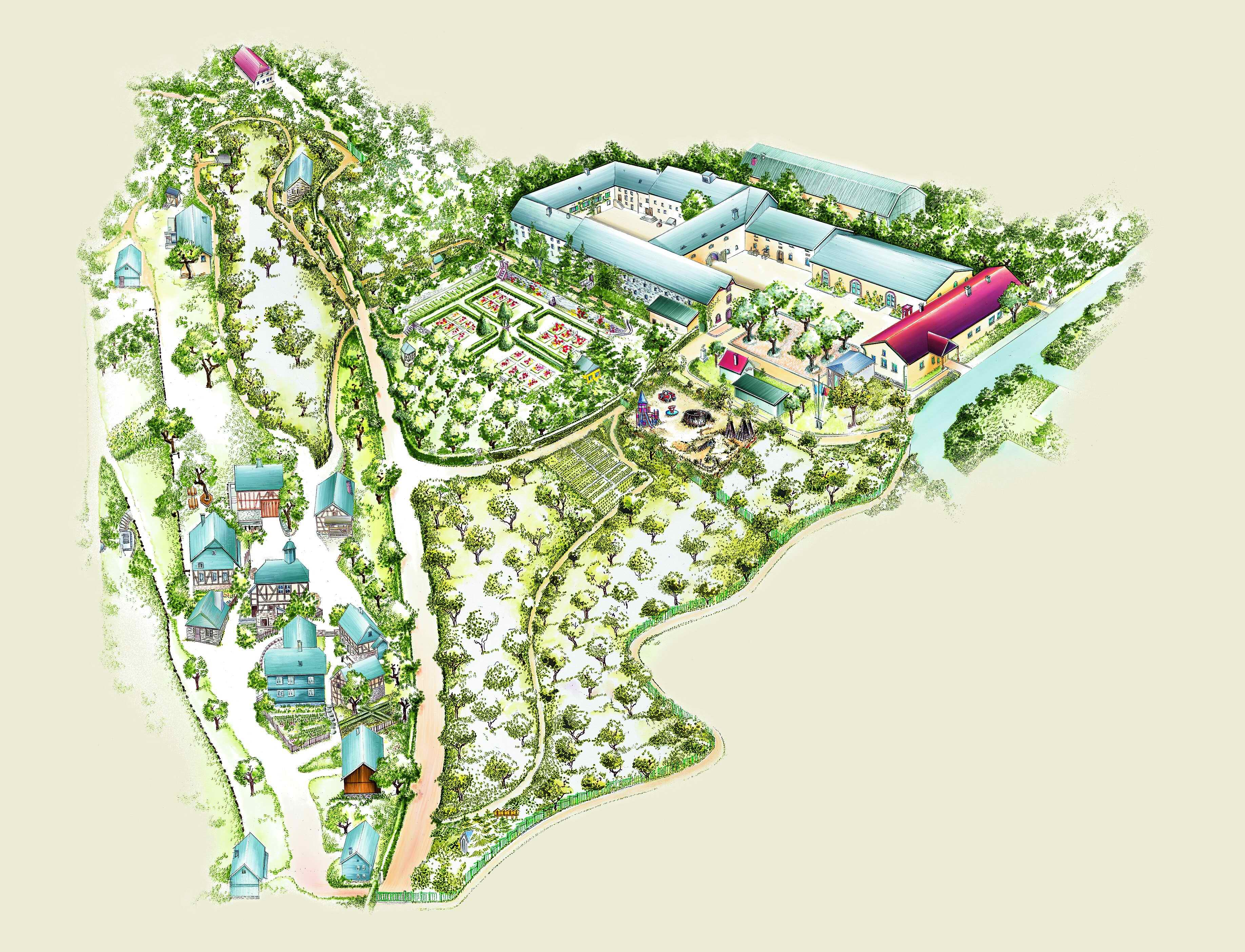
Plattegrond van het museum

In 2008 bestond het museum uit een vierkantshoeve, die als tentoonstellingsgebouw en restaurant benut wordt. Verdere onderdelen van het museum zijn het Hunsrückdorp met elf gebouwen, het Moezeldorp in opbouw, een bos- en houtmuseum in een modern tentoonstellingsgebouw, een grenssteenmuseum, tuinen, twee kapellen, hoogstamboomgaarden, landbouwakkers, een kinderspeelplaats en een oliemolen, een op ongeveer twee kilometer afstand gelegen nevenvestiging.
Uitgangspunt van het museum is de weergave van verschillende leefwerelden in het landelijk gebied, die van dagloners via boeren en wijnbouwers, tot de eerder dorpse beroepen zoals ambachtslieden, tandarts en apotheker reiken. Iets dergelijks geldt ook voor de woonomstandigheden. Het zwaartepunt ligt daarbij op de tijd van 1860 tot 1960, hoewel enkele museumstukken duidelijk ouder zijn. Zo werden twee tegenover elkaar liggende vakwerkhuizen in de stijl van 1870 respectievelijk 1950 ingericht. Drie verscheidene Tante-Emma-Läden (dorpswinkels) tonen de ontwikkeling in een vergelijkbaar tijdvak. Een bijzonderheid van het openluchtmuseum is de afdeling gewijd aan de kinderwereld, waarin drie speelgoedverzamelingen en een tentoonstelling van tinnen figuren geïntegreerd zijn. Het museum publiceert in zijn publicatiereeks monografieën en aan het einde van ieder jaar voor de leden de Roscheider Blätter.
Door gebrek aan financiën kon het museum geen vooraf bepaald opbouwplan volgen. Veel meer moesten gunstige gelegenheden benut worden om gebouwen en museumstukken te verwerven. Talrijke tentoongestelde voorwerpen werden geschonken, terwijl enkele vitrines door andere musea werden ingebracht. Door plaatsgebrek konden echter niet alle aan het museum geboden voorwerpen opgenomen worden, terwijl om financiële redenen niet alle aangeboden gebouwen naar het museum konden worden overgebracht. Ook van het houden van dieren moest tot nu toe worden afgezien.

## Volkskundige tentoonstellingen
De tentoonstelling concentreert zich in de vierkantshoeve, waarin op meer dan 3500 m² verscheidene volkskundige thema's vertoond worden. Een thematische tentoonstelling rond het thema bos en bosbouw bevindt zich in het bosmuseum in het laagste deel van het buitenterrein. Enkele ambachtswerkplaatsen bevinden zich in de huizen van het Hunsrückgehucht en van het Moezeldorp.

### Van koren tot brood
De akkerbouwers in grote delen van de Eifel en de Hunsrück slaagden er in de 19e eeuw steeds minder goed in om hun concurrentiepositie te handhaven. Het lukte hen door de geografische omstandigheden niet om de productiviteit te verbeteren. Dat gold vooral voor de boerderijen in het schrale middengebergte en minder voor die in de klimatologisch begunstigde dalen.
Het zwaartepunt van de museumverzameling op agrarisch gebied ligt bij de mechanisering van de landbouw vanaf ongeveer 1930. Om het verschil duidelijk te maken wordt als contrast aandacht besteed aan het ploegen en zaaien met de hand, het maaien met de zeis en het dorsen met de dorsvlegel. Dit wordt gedemonstreerd aan de hand van museumstukken zoals een eenvoudige houten ploeg.

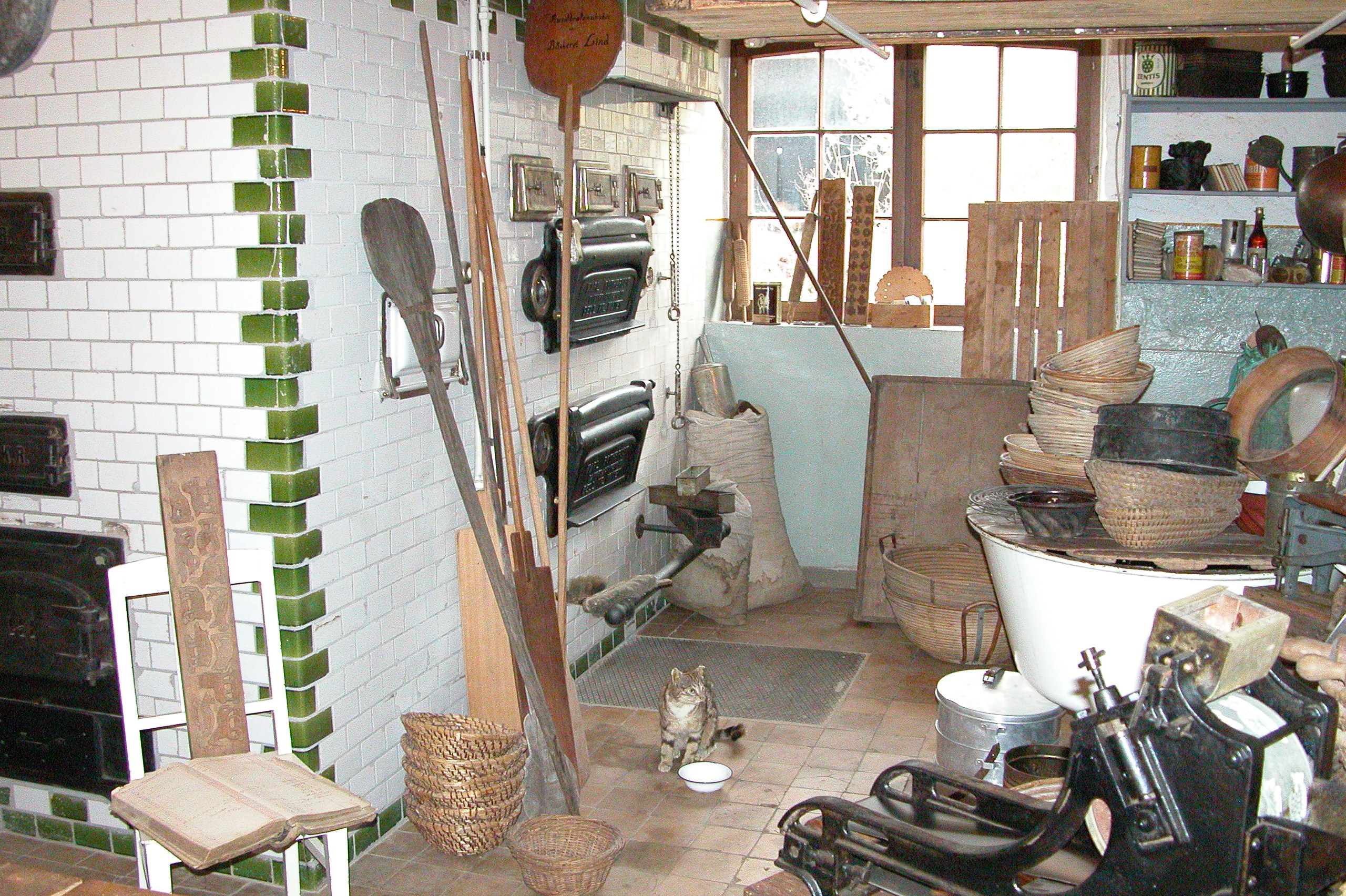
Bakkerijoven uit Polch

Bij de eerste mechaniseringsgolf kwamen met de hand aangedreven dorsmachines en wanmolens in gebruik. Stoommachines en locomobielen waren er niet, daar dergelijke kostbare machines vanwege de lage opbrengsten in het middelgebergte niet rendabel waren. De vroege mechanisatie en motorisering wordt in het museum door dorsmachines, molens, meelsilo's en een der eerste maaidorsers gerepresenteerd. Ook bezit het museum een reeks tractoren waarvan sommige nog op de museumvelden ingezet worden. Op de Bauern- und Handwerkertag in september wordt het werken met deze apparaten gedemonstreerd.
Aan het einde van de tentoonstelling bevindt zich in een afzonderlijke ruimte de oven uit de jaren dertig van bakkerij Gail uit Polch in het Maifeld, die naar het museum werd verplaatst.

### Wijn, Viez (appel- en perenwijn), Brandewijn

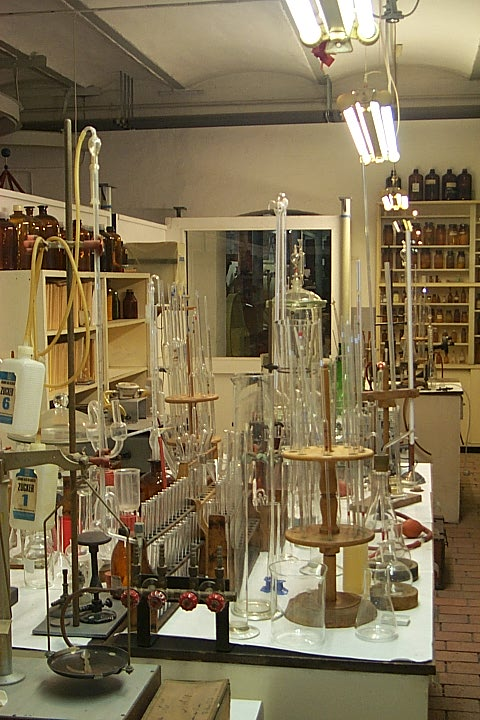
Wijncontrolelabo, jaren 1960

De tentoonstelling toont de voor de in Romeinse tijd begonnen wijnbouw noodzakelijke werkstappen van de wijnstokplanting tot de botteling. Naast wijn hebben ook Sekt, Viez (appel- en perenwijn) en fruitbrandewijn een lange traditie.
De Wijngaard van de tentoonstelling bevat naast Riesling- en Elbling- ook Müller-Thurgau-wijnstokken, die in Luxemburg ook wel Rivaner worden genoemd. De tentoonstelling gaat verder met de aanbouwtechnieken, waarbij ook de inzet van gewasbeschermingsmiddelen gethematiseerd wordt. Afbeeldingen en een diorama van de druivenoogst in de vroege 20e eeuw leiden de bezoeker naar verschillende typen wijnpersen.
Terwijl de hefboomwijnpersen volgens het principe van de hefboomkracht functioneren, werken schroefwijnpersen met schroefdruk. Ze nemen wezenlijk minder plaats in beslag. De oudste wijnpers van de tentoonstelling, een houtschroefwijnpers, komt uit Traben-Trarbach en dateert volgens dendrochronologisch onderzoek uit 1641. De houten schroeven waren evenwel dikwijls niet opgewassen tegen de hoge belastingen. De zegetocht van de schroefdrukwijnpersen begon toen, ten gevolge van de Industriële Revolutie, ijzerschroefdrukwijnpersen ter beschikking kwamen.
In het Trierer Land en in Luxemburg was een wijnpers van de firma André Duchscher & Co. uit Wecker in het Groothertogdom wijdverbreid. Ze werkt met vijf of zeven valspieën en wordt Weckerkelter of wegens het geluid van de vallende spieën ook Klippkelter genoemd. Wijnpersen met valspieën hebben het voordeel dat zij minder plaats innemen, aangezien de wijnboer bij het draaien van de hefboomarm niet rond de ganse wijnpers moet gaan. De werkwijze van deze wijnpers wordt bij de jaarlijkse Wijnpersdag in oktober gedemonstreerd. Het laatste model van de firma staat voor het einde van een ontwikkeling: de hogedrukwijnpers perst de wijndruiven zo sterk uit, dat de daarmee gemaakte wijn niet meer smaakte.
Na het persen gistte de most in vaten. Aan Saar en Moezel waren de in de tentoonstelling getoonde voedervaten (960 liter) en halve voedervaten (480 liter) in gebruik. Het slot van de wijnbouwtentoonstelling vormen voor het aanbouwgebied Mosel-Saar-Ruwer traditionele wijnflessen, etiketten en vulinstallaties.
In de koudere streken werden in de plaats van wijndruiven appelbomen aangeplant. Deze appelen werden tot Viezwijn geperst. Het sap werd traditioneel uit een Porz genoemde porseleinen mok gedronken. Viez was de drank van de minder gegoeden. Zelfs wijnboeren dronken slechts wijn op feestdagen. Deze wordt in de tentoonstelling op de reproductie van een schilderij van Beilstein duidelijk: in een herbergtuin drinken de betere heren wijn uit glazen, aan de zijtafel drinken boeren en wijnboeren Viez uit Porzen.
Fruitbrandewijnen werden gemaakt van appels, peren, pruimen, mirabellen en andere fruitsoorten. Het museum toont een veelvoud aan destilleertoestellen zoals grafieken over de ontwikkeling van het alcoholverbruik per hoofd en informeert over gebruiken zoals de personeelsaanbesteding. Daarbij gaat het om de meestal op een vaste dag in de winter plaatshebbende beëindiging van arbeidsovereenkomsten van dienstboden of om verlenging van arbeidscontracten, meest voor een volgend jaar. Daarbij komen bruidverwerving en dodenwake, waarbij de kan brandewijn haar vaste plaats had.
Ook wordt symbolisch een illegale stokerij getoond. De volledige inrichting van een in 2002 opgeheven brandewijnstokerij uit Cochem met branderij, verkoops- en kantoorruimten bevindt zich nu in het Saargauhaus in het vrije terrein. Ze kon in 2005 volledig weer opgebouwd worden.

### Burgerlijke wooncultuur

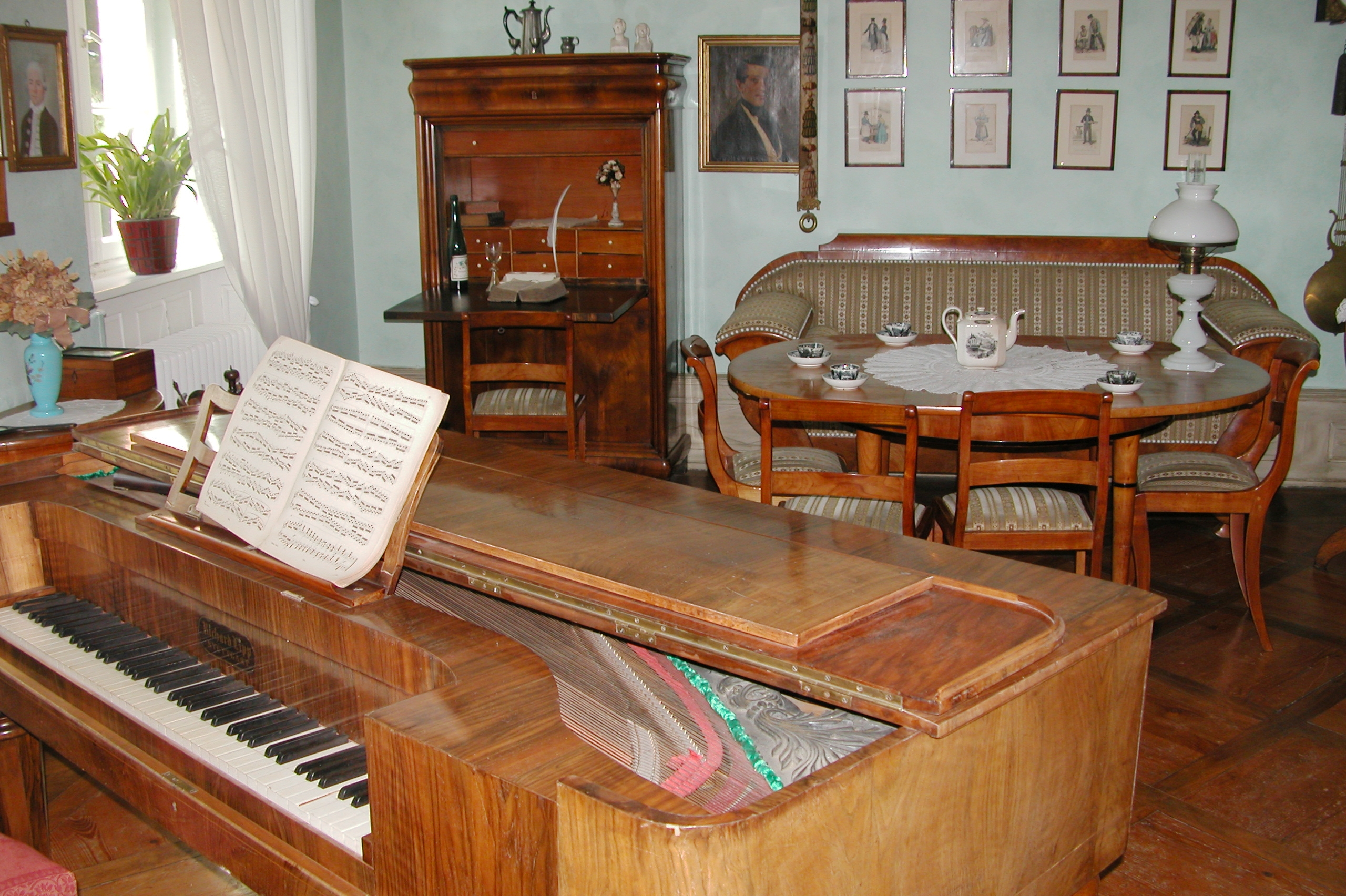
De kamers van Valdenaire – nu onderdeel van de vaste tentoonstelling "Burgerlijke wooncultuur"

Dit onderdeel van de museumpresentatie toont de wooncultuur van de hogere burgerij van de biedermeiertijd tot in de naoorlogse tijd.
De representatieve biedermeierkamer heeft doorzichtige gordijnen voor de grote vensters. De meubels zijn in beperkte mate van ornamenten voorzien waardoor de tekening van de houtnerven sterker tot uitdrukking komt. In de vroege biedermeiertijd gaf men de voorkeur aan lichte houtsoorten zoals perelaar, berk of kerselaar. In de jaren 1850 en 1860 kwamen hierbij onder Franse invloed ook donkere houtsoorten zoals notenhout en mahonie. Verdere bevat de kamer een schrijfbureau, een gietijzeren oven en een tafelklavier. Uit dezelfde periode stammen een slaapkamer en een ruimte met een gedekte koffietafel van rond 1840. Ter vergelijking staat in een aangrenzende kamer een koffietafel in neobiedermeier van rond 1910.
De verdere ontwikkeling van de burgerlijke wooncultuur wordt getoond in drie woonruimten met meubelen uit de Grunderzeit van rond 1890, in de art-decostijl van rond 1920 en uit de jaren vijftig in de Heimatstil van de jaren dertig.

### School en kerk
Dit deel van het museum toont een klaslokaal met een voor de Kaiserzeit typische inrichting: houten schoolbanken, leien met daaraan vastgeknoopte wisdoekjes, een iets hoger staande lessenaar naast een schoolbord, een rekenmachine, een rietje en een kachel. Aan de muren hangen schoolplaten.
In de ruimte naast het klaslokaal staan borden met informatie over de dagelijkse gang van zaken op de scholen vanaf de invoering van de openbare scholen tot aan het einde van de Kaiserzeit. De scholen op het land waren meestal eenklassig. De norm voor de klasgrootte was 60 scholieren, in werkelijkheid waren er echter vaak tot 100 kinderen van de eerste tot de achtste klas in één ruimte. Visitaties leidden in het beste geval tot een tijdelijke verbetering van de toestanden.
Volksvroomheid is in het overwegend katholieke gebied rond Trier van groot belang. Geboorte en doop, de Eerste Communie, huwelijk alsook dood en begraving waren de keerpunten in het leven, die met rituelen werden gevierd. Een rondgang laat al deze mijlpalen zien. Bijzondere nadruk ligt op het huwelijk met een bruidspaar in de rond 1900 gebruikelijke zwarte huwelijkskledij. Een ander onderwerp zijn broederschappen in het algemeen en de Herz-Jesu-Bruderschaft in bijzonder. Een vitrine overvol met beelden van het Heilig Hart onderstreept haar betekenis.

### Ambachten en nijverheid
Ambachten en nijverheid worden vooral getoond in het in 2002 geopende winkelstraatje. Hier staan twaalf werkplaatsen en winkels bij elkaar, die vanaf het straatje door vensters en deuren bekeken kunnen worden. In de loop van de 20e eeuw waren handwerkbedrijven zoals borduurwerker, schoenmaker, meubelstoffeerder, messenmaker en slijper steeds minder in staat om te overleven. Ook de tingieterij, kleermakerij, en hoedenmakerij zijn tegenwoordig fabrieksarbeid. Nog meer beroepen worden getoond zoals slager, winkelier, klokkenmaker en fotograaf, evenals tandarts en apotheker. De ontwikkeling van de landelijke detailhandel is te zien drie Tante Emmawinkels (rond 1890, rond 1940 en uit de jaren zestig).
Aan het einde van dit deel van het museum staat een dorpsherberg uit de jaren dertig, die al is gebruikt als coullisse voor filmproducties. Meer werkplaatsen zijn te vinden in de huizen in het buitenterrein. In het huis uit Oberemmel is een schildersatelier, in het Haus Schuche een weverij en in de Bosselstube een andere schoenmakerij. In het Waldmuseum zijn nog een kuiperij en een wagenmakerij.
Een deel van de winkels en werkplaatsen (tingieterij, messenmakerij, schildersatelier, meubelstoffeerderij, kapsalon, apotheek, tandarts, slagerij en de winkel uit de jaren zestig) konden van de laatste bezitters of van hun erfgenamen overgenomen worden en zijn met hoogstens enkele kleine aanvullingen in het museum herbouwd. De andere werkplaatsen werden ingericht met voorwerpen uit het depot van het museum.
Begin 2013 is in de zuidelijke vleugel van het tentoonstellingsgebouw een tweede winkelstraat ingericht. Aanleiding was de schenking van de volledige inrichting van een ijzerhandel. Daarnaast zijn nog te zien een metaalbewerker, een hoedenwinkel, een spaarbank, de spreekkamer van een dorpsdokter, de werkkamer van een architect, een radio- en tv-winkel, winkels voor dames- en herenmode, een lampenwinkel en een boekbinderij. Getoond wordt de situatie uit de jaren zestig. In het voorjaar 2015 kon de laatste zaak voor herenhoeden, de hoedenzaak Georg in Trier, met zijn volledig bewaard interieur van iets voor 1900, in het museum overgenomen worden.

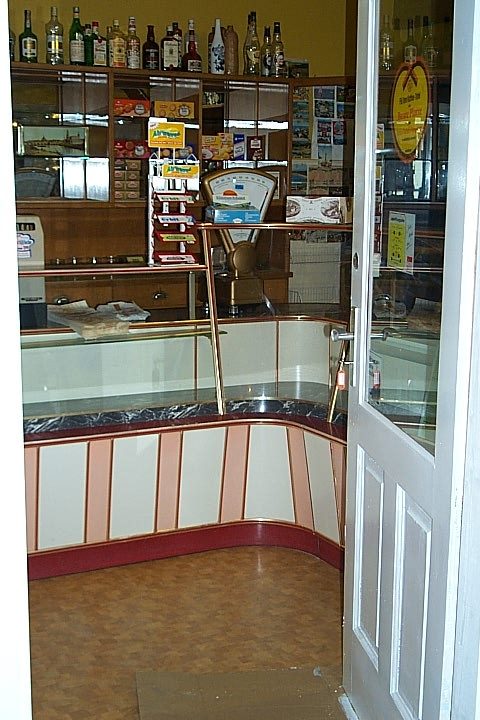
Winkel uit de jaren vijftig
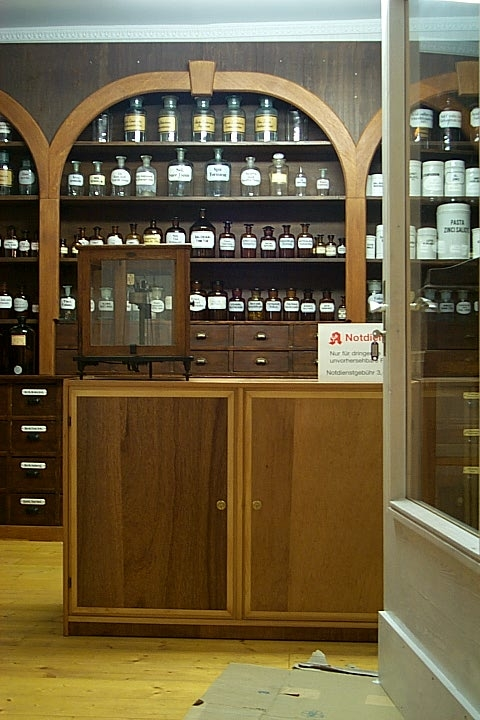
Apotheek
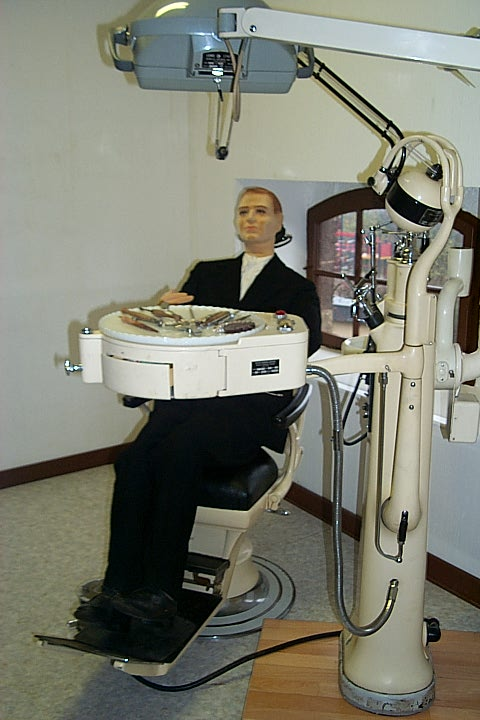
Tandartspraktijk
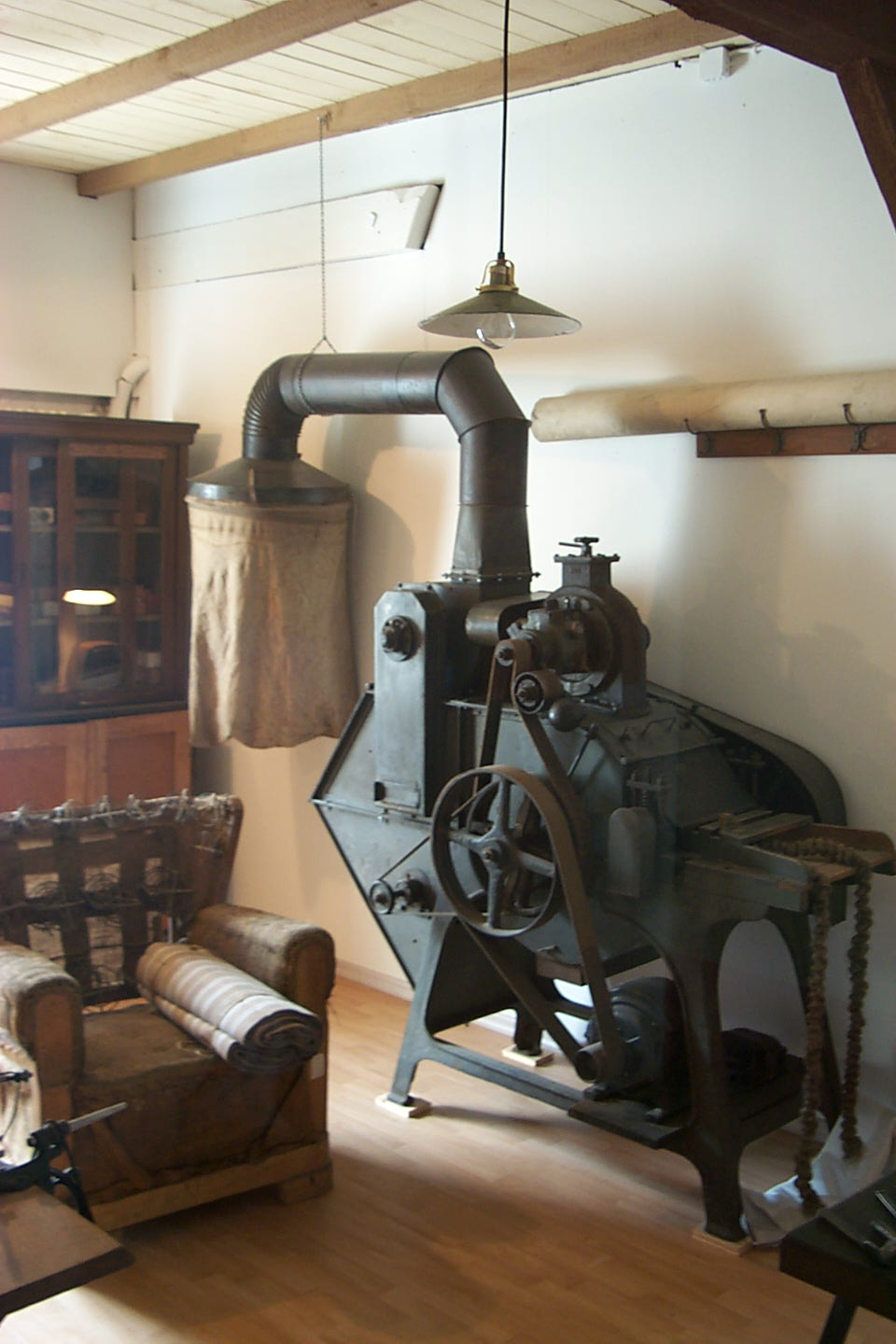
Meubelstoffeerder
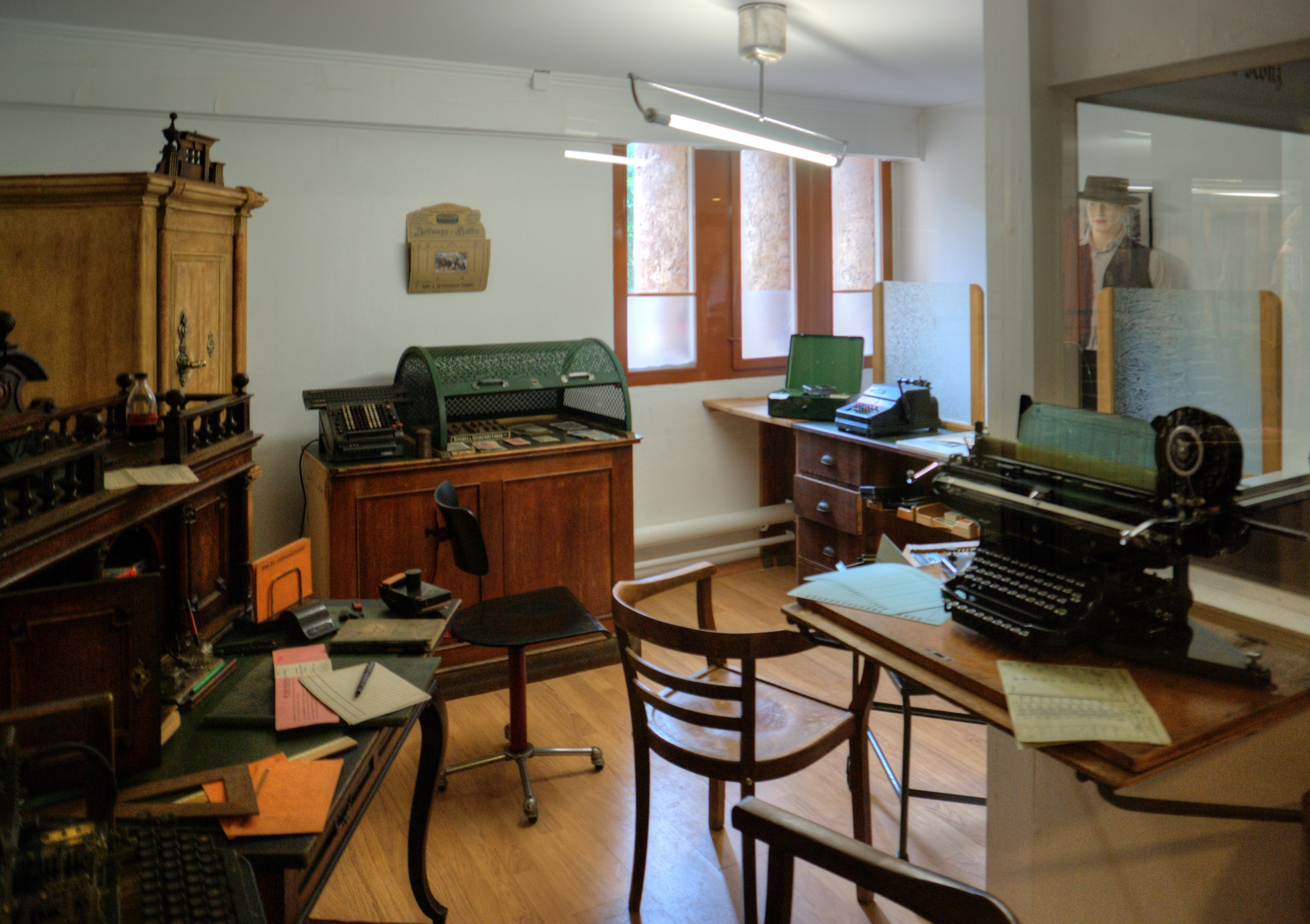
Spaarkasfiliaal
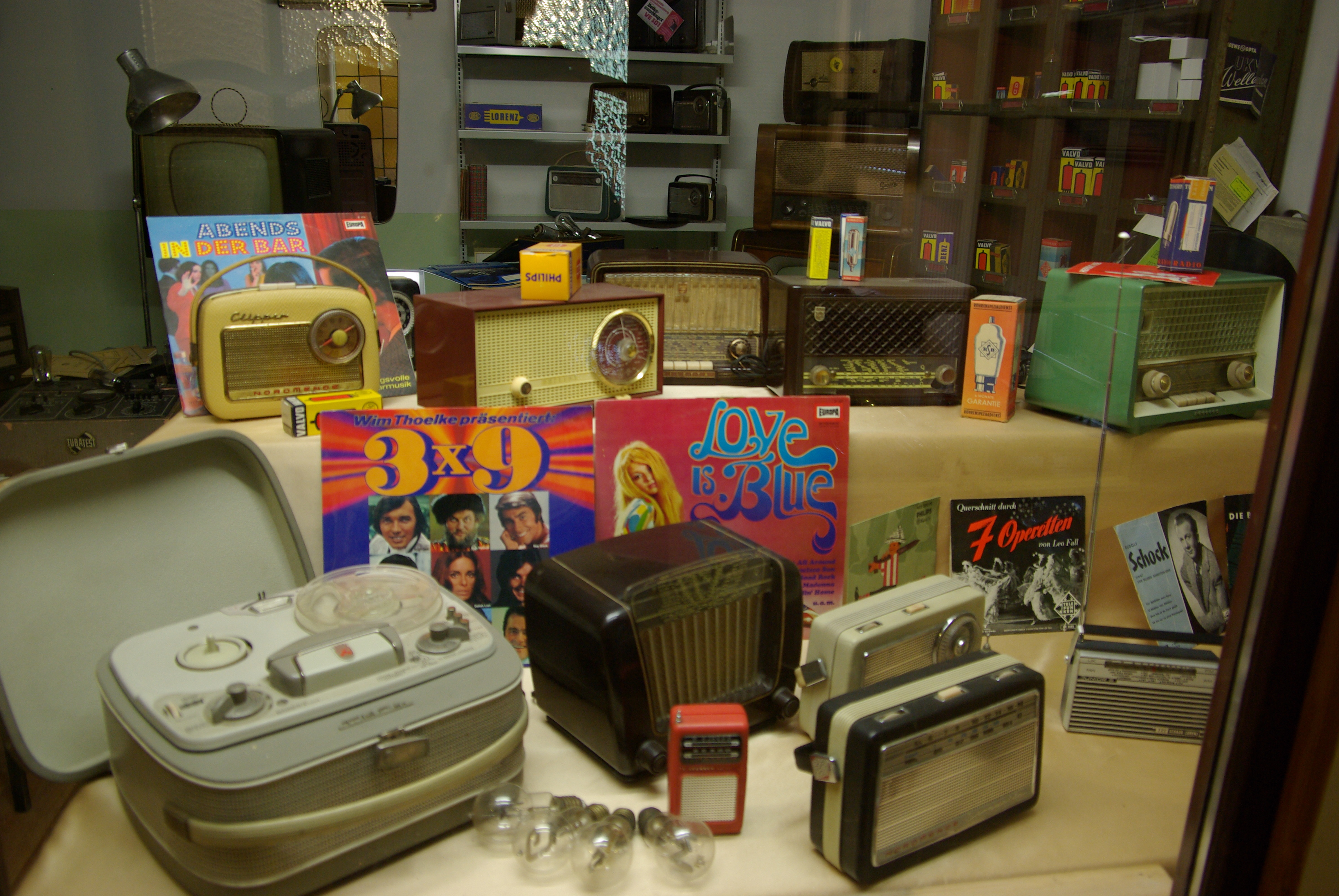
Radio- en televisiehandelaar
- Opening van het tweede winkelstraatje
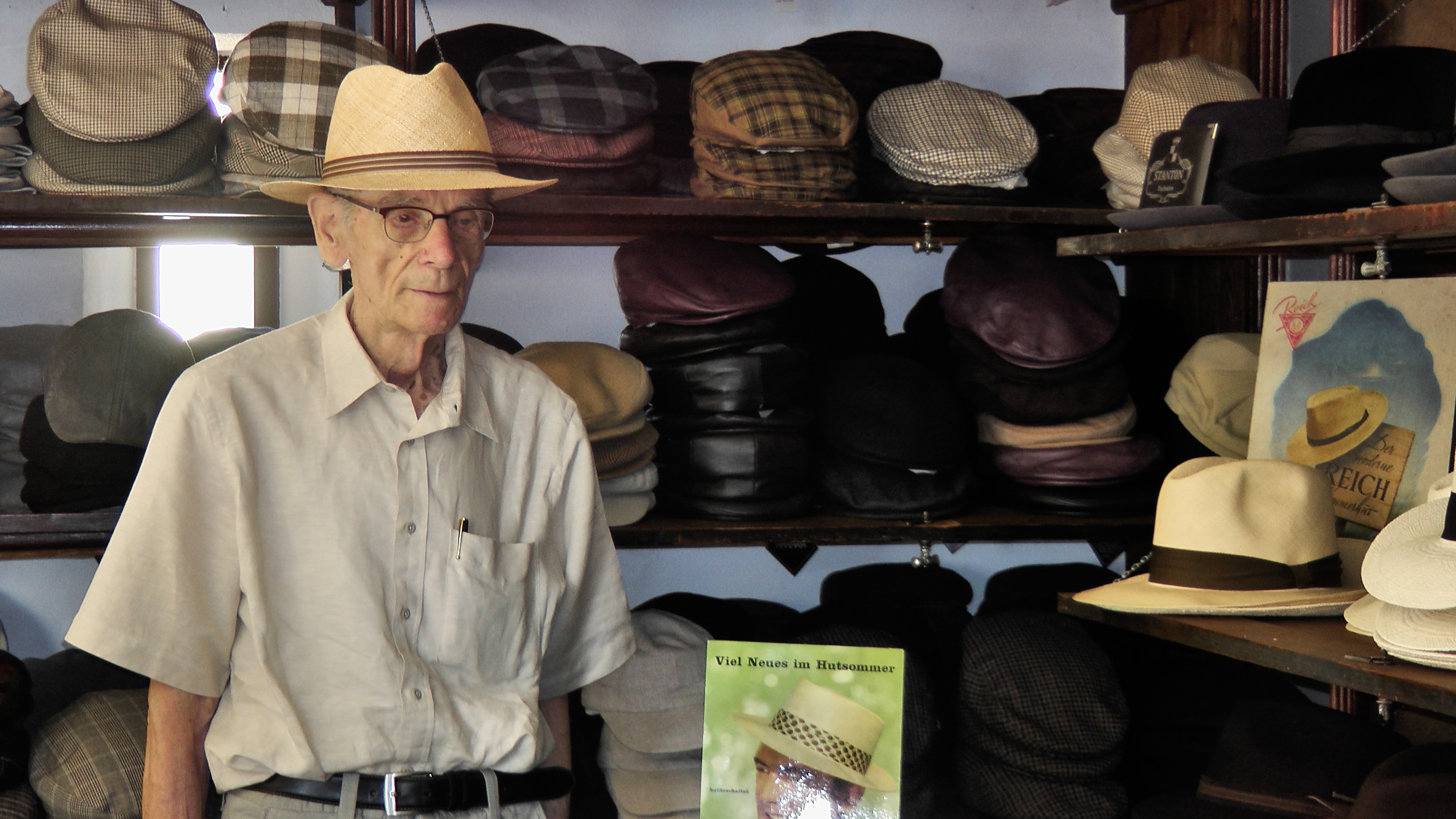
Hoedenwinkel en Museumsleider

### Takenplatten en fornuizen

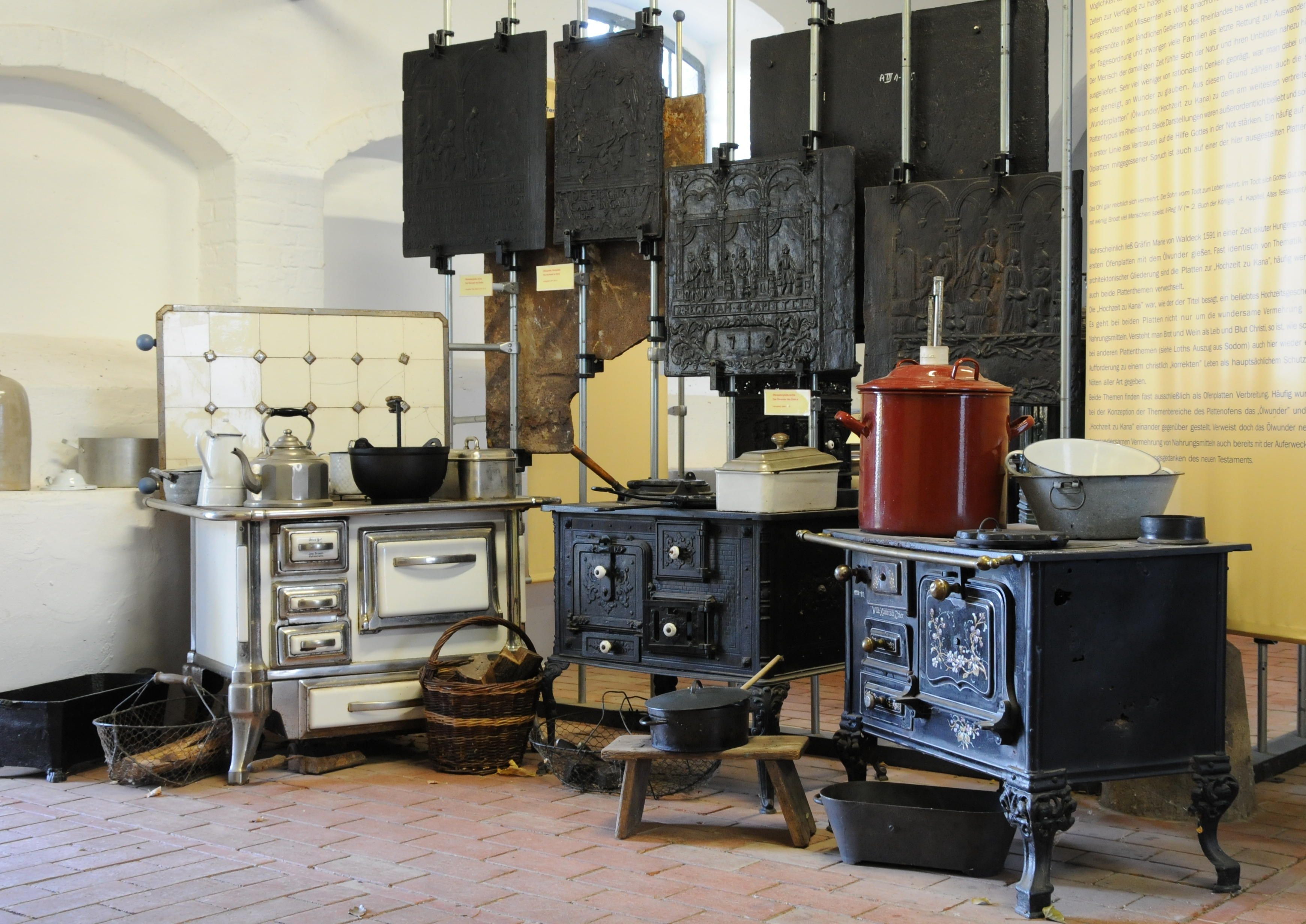
Takenplaten en fornuizen

In de tentoonstelling worden Takenplatten en fornuizen uit verscheidene gieterijen getoond. Takenplatten zijn gietijzeren platen, die vroeger in boerenhuizen werden ingemetseld in een uitsparing van de vuurwand tussen de keuken en de woonkamer. Ze namen de hitte van het haard op en gaven die weer af aan de woonkamer. Takenplatten werden in hoogovens van Oost-België, Lotharingen, Luxemburg, van de Eifel, van de Hunsrück en van het huidige Saarland vervaardigd. De oudste bekende platen stammen uit de 15e eeuw, een tijd waaruit verder vrijwel niets bewaard is gebleven van de plattelandscultuur in deze regio.
De fornuisplaten lijken in vorm en vervaardiging op de Takenplatten. De platen hebben aan de randen boorden, waardoor het mogelijk was om van vijf platen een fornuis te maken met als achterkant de muur.
De meeste tentoongestelde platen komen van de verdwenen hoogovens in Quint (een deelgemeente van Trier) en het slechts als ruïne bewaard gebleven hoogovenbedrijf van Weilerbach (een deelgemeente van Bollendorf aan de Sauer). De tentoonstelling legt aan de hand van voorbeelden de iconografie uit van de platen voor katholieke, protestantse en joodse huishoudens en verklaart de vervaardiging ervan. Meerdere Takenplatten hangen in het museumrestaurant, waarin zich een gereconstrueerde Takenverwarming bevindt.

### Cultuurgeschiedenis van het wassen

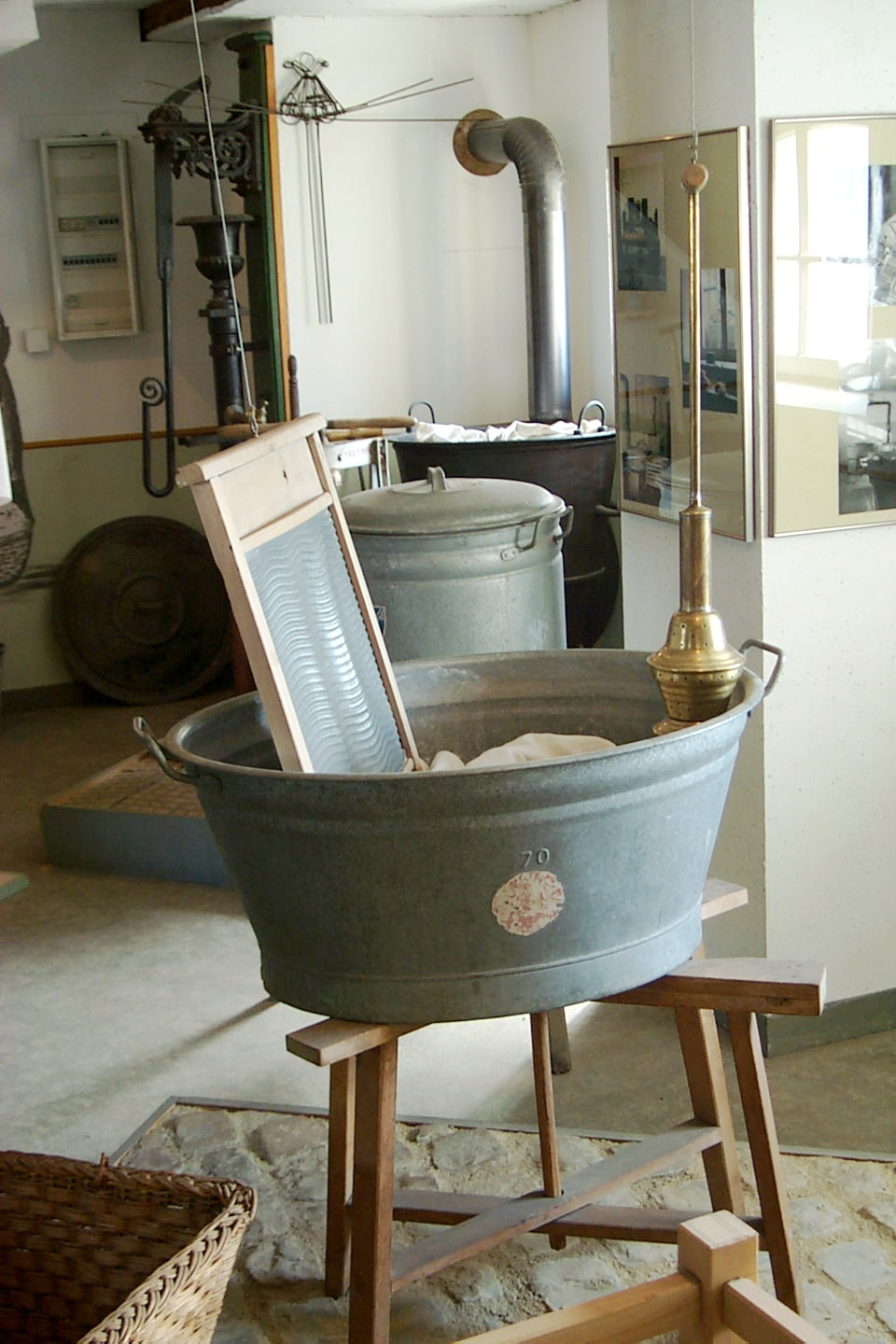
Wasbord

Roscheider is een van de weinige Duitse musea die de geschiedenis van het wassen laat zien, vanaf de wasplaats aan de beek tot aan wasmangelmachines. Terwijl in het boerenhuis nog het Beuchen, dus het wassen met houtas, het spoelen in stromend water en het bleken op de weide gebruikelijk was, waren er in de steden en bij de burgerij slechts de waskeuken en de waslijn in de hof. De techniek die de basis vormt voor wasmachines wordt geïllustreerd door een Mielewasmachine uit 1913. Het wassen met de hand en met historische wasmachines wordt jaarlijks op de Bauern- und Handwerktag in september getoond.

### Kinderwerelden

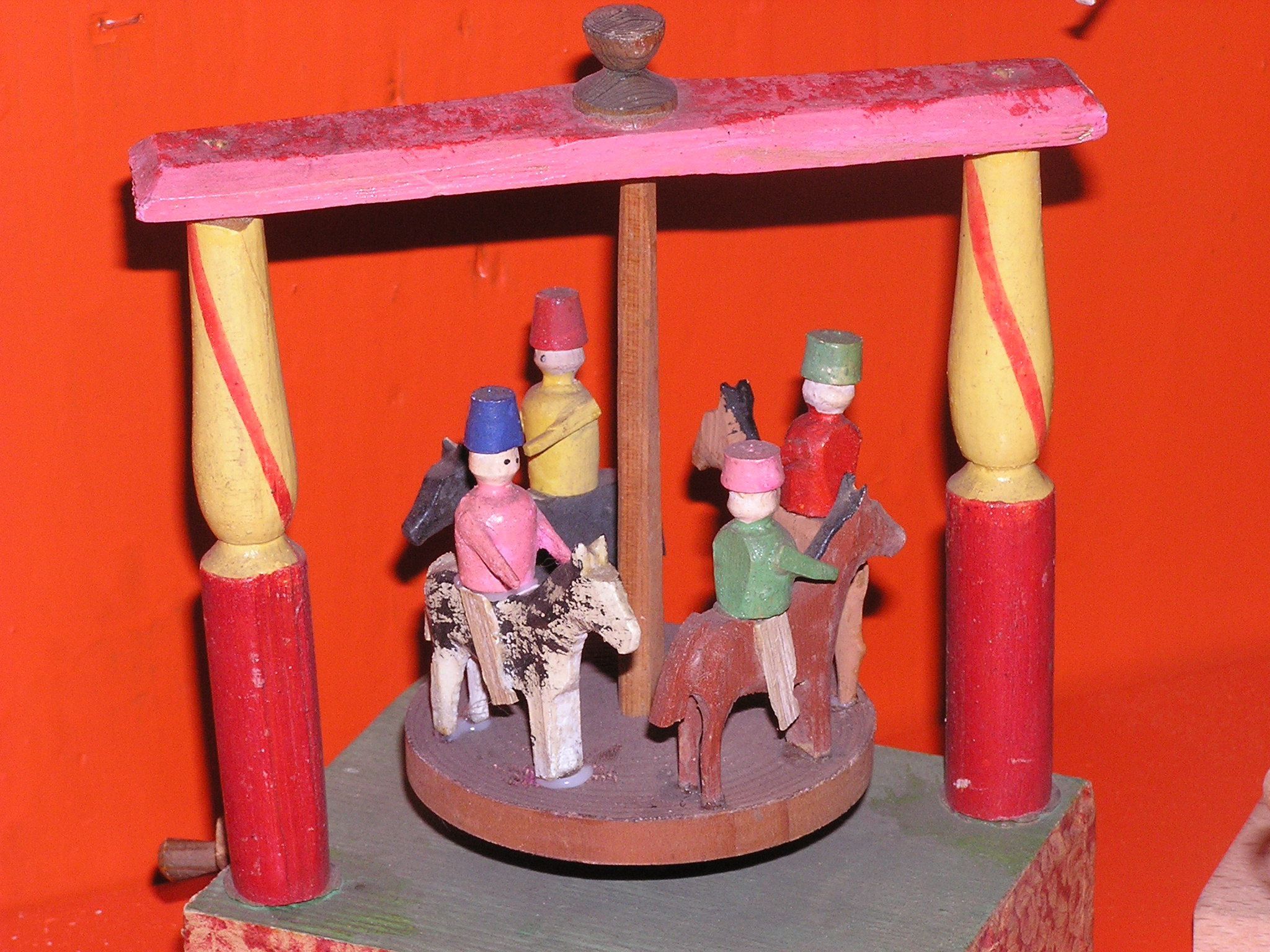
Speelgoed

Als eerste speelgoedtentoonstelling kon in 2004 de tentoonstelling Kinderwelten ingewijd worden. De jongensafdeling toont bewegend blikken speelgoed, bouwdozen en verpakkingen uit de verzameling van Werner Springholz, de meisjesafdeling bijna honderd poppen uit de verzameling van mevrouw Leick uit Perl.
In 2006 werd de collectie uitgebreid met de speelgoedverzameling van professor Barbara Schu uit Keulen. De textielontwerpster had op haar reizen meer dan 5000 speelfiguren verzameld. Ze had haar verzameling in 1988 oorspronkelijk aan het Keulse museum Rautenstrauch-Joest geschonken. Aangezien dit museum geen kans zag om, zoals in het testament bepaald was, de verzameling compleet en continu tentoon te stellen, kon de verzameling in de Roscheider Hof getoond worden. Ze wordt grotendeels in de eveneens tot de verzameling behorende mahoniehouten kasten gepresenteerd. Een zwaartepunt van de verzameling is zeldzaam houten speelgoed uit het Ertsgebergte. Een andere zwaartepunt zijn poppen die het brede spectrum van volkskunst, tradities en souvenirs uit Latijns-Amerika, Rusland en Azië tonen.

### Tinnen figurenexpositie
De 220 vierkante meter grote expositie bevat tienduizenden figuurtjes die uit tin zijn gegoten, het is een wereld in miniatuur. De tentoonstelling kent verschillende aspecten:
- Met oude figuren en afgietsels uit oude mallen wordt de ontwikkeling van het tinnen figuur vanaf ongeveer 1800 aanschouwelijk gemaakt.
- In een kijkwerkplaats worden het graveren van mallen, het gieten en de beschildering van tinnen figuren getoond.
- Een deel van de verzameling bestaat uit oude voertuigen en speelgoed met tinnen figuren.
- In diorama's met tinnen figuren wordt de geschiedenis van de streek uitgebeeld.
- Ook verpakkingen waarin tinnen figuren zijn verkocht worden getoond.

Bijzondere onderdelen zijn een diorama met een legerplaats van een Romeins legioen en een tingietwerkplaats. De verzameling van de historicus Klaus Gertels is sinds 2005 te zien in het Roscheider Hof.

### Edelsteenslijperij
In de doorgang in de binnenplaats van het museum is een edelsteenslijperij ondergebracht. De streek rond Idar-Oberstein in de Hunsrück is van ouds een regio van edelsteenslijpers. In de meeste weekends demonstreert een Hunsrückse slijper dit ambacht, er worden hoofdzakelijk halfedelstenen uit de streek geslepen.

## Buitenterrein
Het buitenterrein van het museum heeft een oppervlakte van 22 hectare. Een even groot gebied is nog beschikbaar voor toekomstige uitbreidingen. De typische vakwerkhuizen uit de Hunsrück en de stenen gebouwen uit het gebied van Moezel en Saar die er te zien zijn werden elders afgebroken en hier weer opgebouwd. Verder zijn er akkers met traditionele gewassen, hoogstamboomgaarden, verschillende tuinen en een bijenstal.

### Hunsrückgehucht

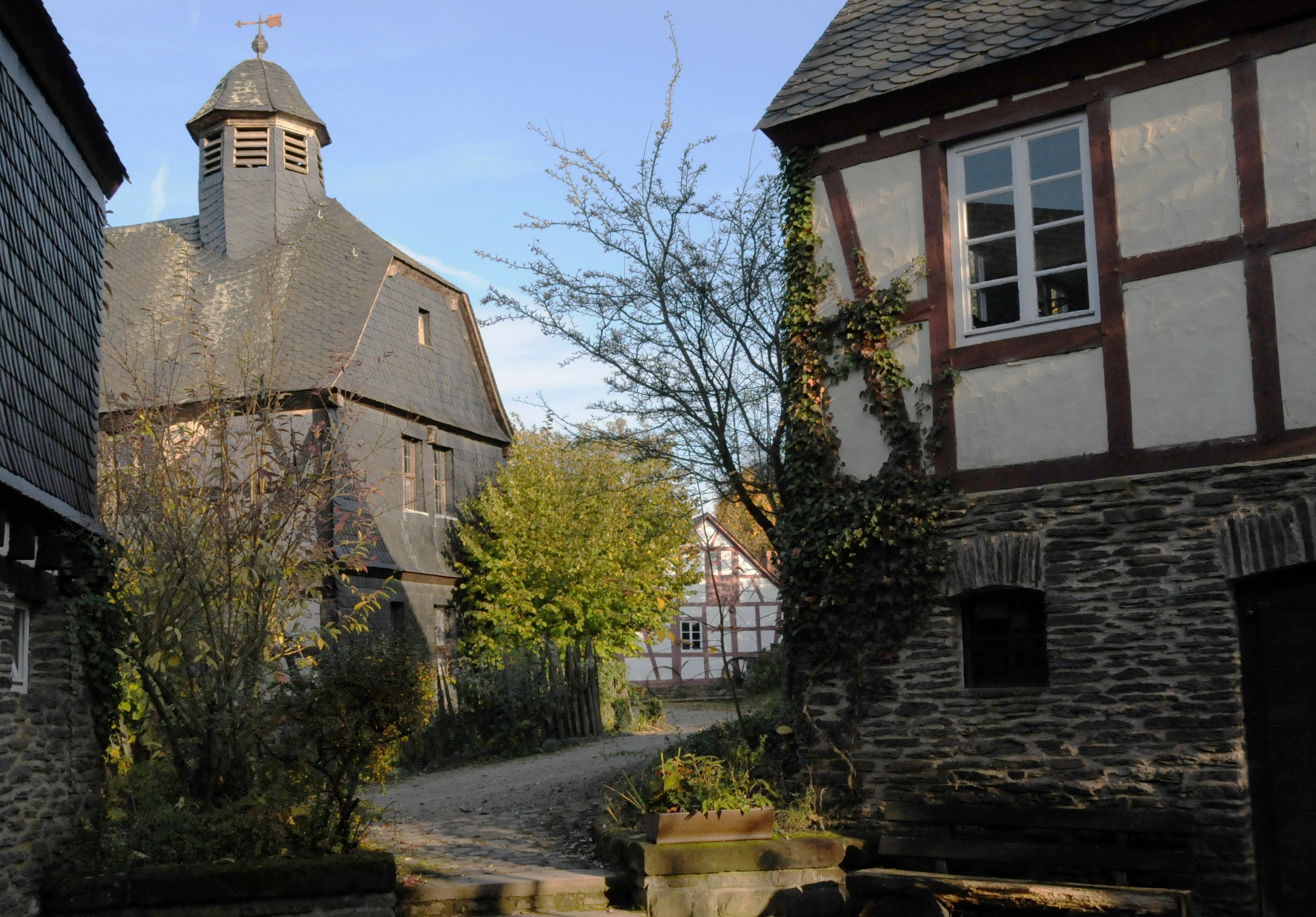
Het Hunsrückgehucht

Het Hunsrückgehucht bestaat uit tien vakwerkhuizen en een bakhuis. In 1974 werd het eerste gebouw aan het museum overgedragen. Het bijeen brengen van gebouwen voor het Hunsrückgehucht is in 2008 met gereed komen van de inrichting van de school voorlopig voltooid.
- Het dorpsraadhuis uit Gödenroth werd in 1974 naar het openluchtmuzeum verplaatst. Het is typerend voor de protestantse raadhuizen van de Hunsrück. De katholieke dorpen mochten van de keurvorst-bisschop van Trier geen eigen bestuur hebben. De begane grond van het gebouw is ooit in gebruik geweest als gemeentelijk armenhuis. Het koetshuis ernaast diende ook als stal voor kleinvee en was later onderkomen voor de blusmiddelen van de dorpsbrandweer.

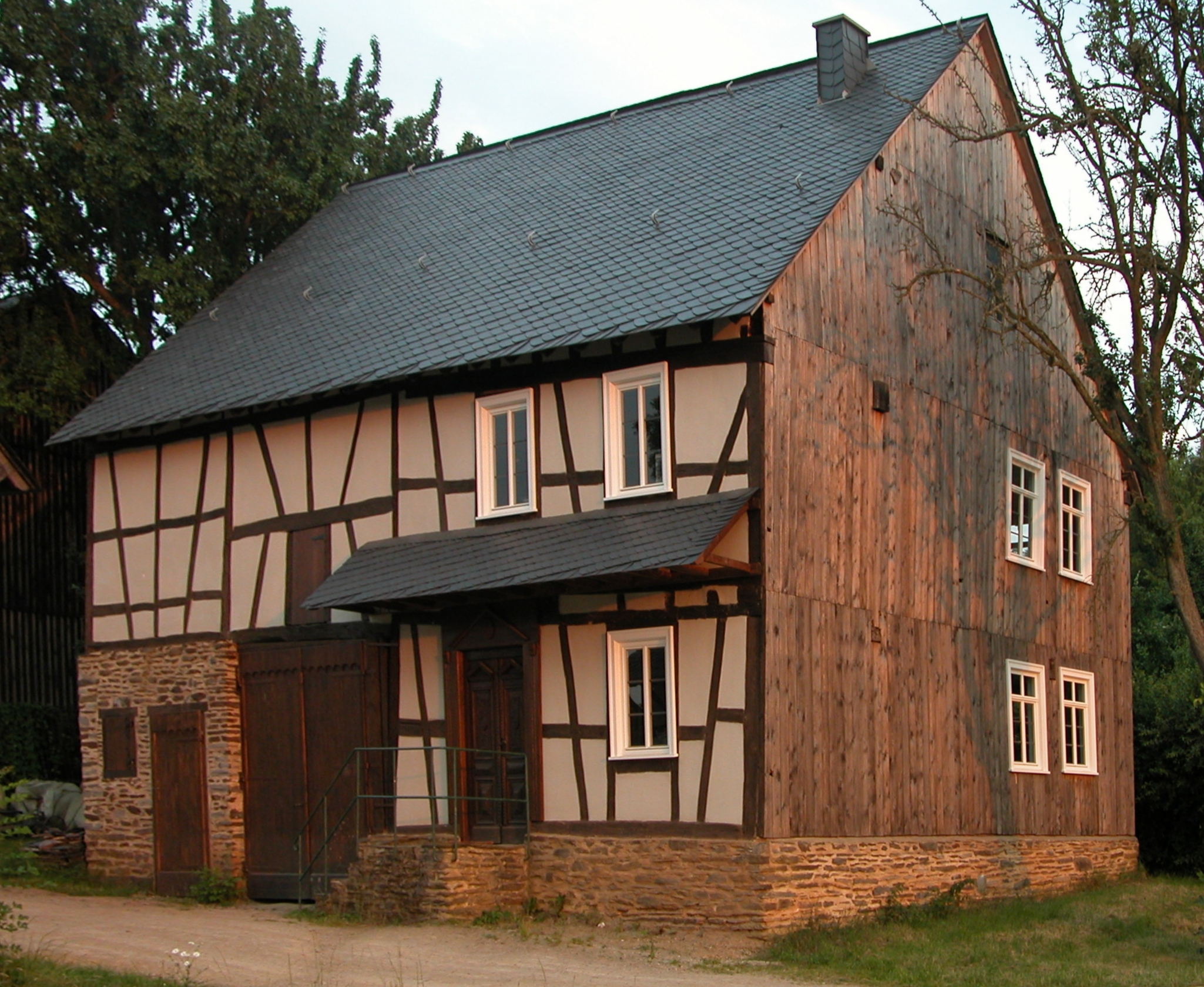
Het schoolgebouw uit Würrich

- Het schoolgebouw uit Würrich is het oudste in het Hunsrückgehucht ondergebrachte gebouw. Het hout voor de vakwerkgevel werd in het voorjaar van 1680 gekapt en verwerkt. Het is gebouwd als school annex leraarswoning en had van het begin af een verdieping. In het souterrain van het gebouw bevindt zich een tentoonstelling rond het thema 'school'. Op de bovenverdieping is een tentoonstelling ingericht over de conservering van levensmiddelen. Het schoolgebouw werd in 1996 op de oorspronkelijke standplaats afgebroken en in mei 2000 was de herbouw in het museum gereed.
- Het bakhuis uit de Hunsrück is een gebouw van leibreuksteen met een zolder. De ruimte wordt voor een derde ingenomen door een grote bakoven. Het bakhuis werd in 1932 gebouwd een coöperatie van vijf buren. Bij het afbreken bleek dat niet alleen ovenstenen in het metselwerk verwerkt waren, maar ook gebroken zandsteen materiaal en andere steenafval.
- Haus Schug of Schuche Haus, zoals het ook genoemd werd, is een vakwerkhuis met twee kamers. Dergelijke 18e-eeuwse woonhuizen worden als karakteristiek voor de oostelijke Hunsrück beschouwd. Het huis is ingericht als de woning van een werkman die onder meer als thuiswever de kost verdiende.
- Haus Trappitschens is een typisch huis uit de Vorderen Hunsrück, dat is de westelijke Hunsrück. Het heeft twee achter elkaar gelegen kamers en dateert van rond 1830. Bij een grote verbouwing in 1915 werden onder andere de wolfseinden verwijderd waardoor het gebouw het huidige zadeldak kreeg. Het interieur is ingericht volgens wat in de vroege jaren vijftig gebruikelijk was. Dat is de tijd waarin het Wirtschaftswunder zich begon af te tekenen. Het meubilair is een voor die periode kenmerkende mengeling van stukken die nog van voor de oorlog dateerden en meubelen in jarenvijftigstijl.

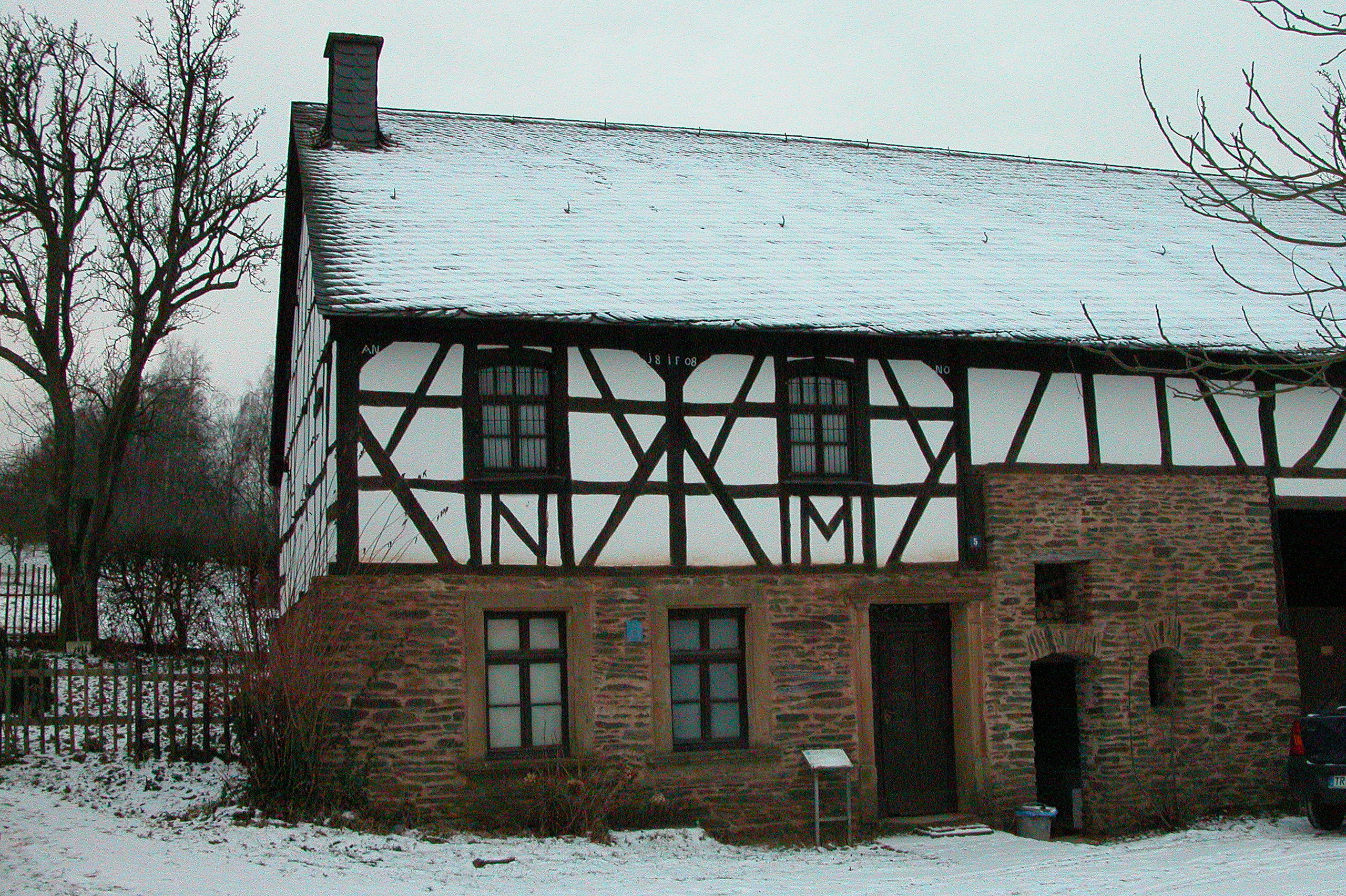
Haus Molz met opnieuw aangebrachte tralies voor de ramen van de verdieping

- Haus Molz werd gebouwd door een naar Hunsrückse maatstaven welgestelde boer. Na zijn overlijden in 1875 werd het weinig gebruikt, het bleef mede daardoor in authentieke staat.

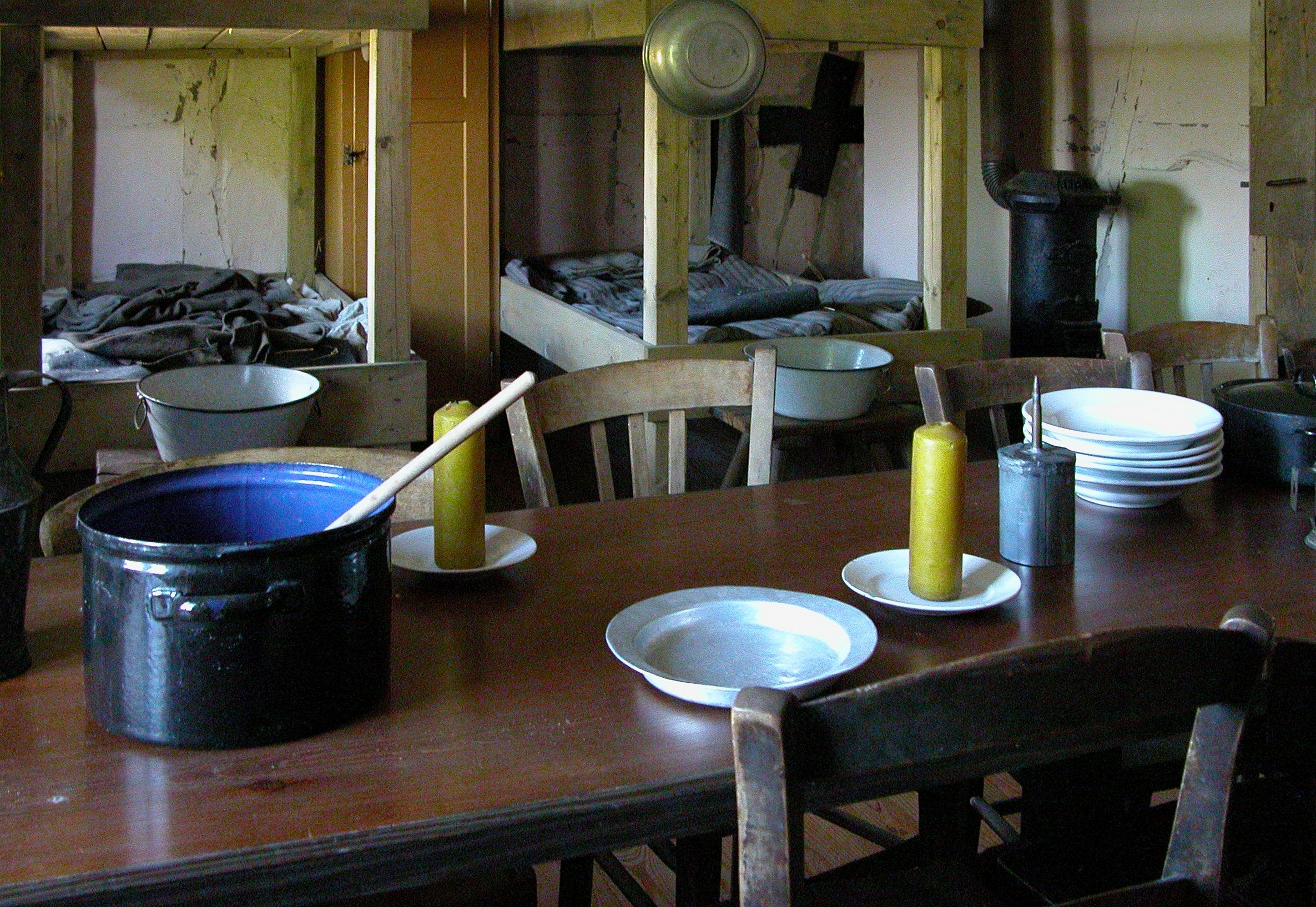
Haus Molz, gedurende enkele jaren het onderkomen van Franse krijgsgevangenen

In het gebouw was in de Tweede Wereldoorlog een buitenpost van een kamp voor hoofdzakelijk Franse krijgsgevangenen gevestigd. Een tentoonstelling hierover is ingericht op de begane grond. Op de bovenverdieping werd, naar voorbeeld van oude foto's, het traliewerk voor de ramen en de inrichting van een slaapzaal met uit ruw hout in elkaar getimmerde bedden gereconstrueerd.
- Het nabijgelegen Haus Klaesjes is veel eenvoudiger van bouw en inrichting. Het was de woning van een varkenshouder en later van een kleermaker.
- De bewoners van het Haus Franz, dat in het museum als smederij is ingericht, stonden op de onderste trede van de sociale ladder. Het was oorspronkelijk het huis van een dagloner aan de dorpsrand van Irmenach. Hij had een ongetrouwde dochter met drie dochters. De familie leefde van het doen van klussen voor andere dorpsbewoners en ze verkochten onder meer boter op de markt van Traben-Trarbach. In 1928 werd het huis als smidse in gebruik genomen.

De tuinen rond het Hunsrückgehucht zijn boerentuinen in de stijl die in deze omgeving rond het jaar 1900 gebruikelijk was.

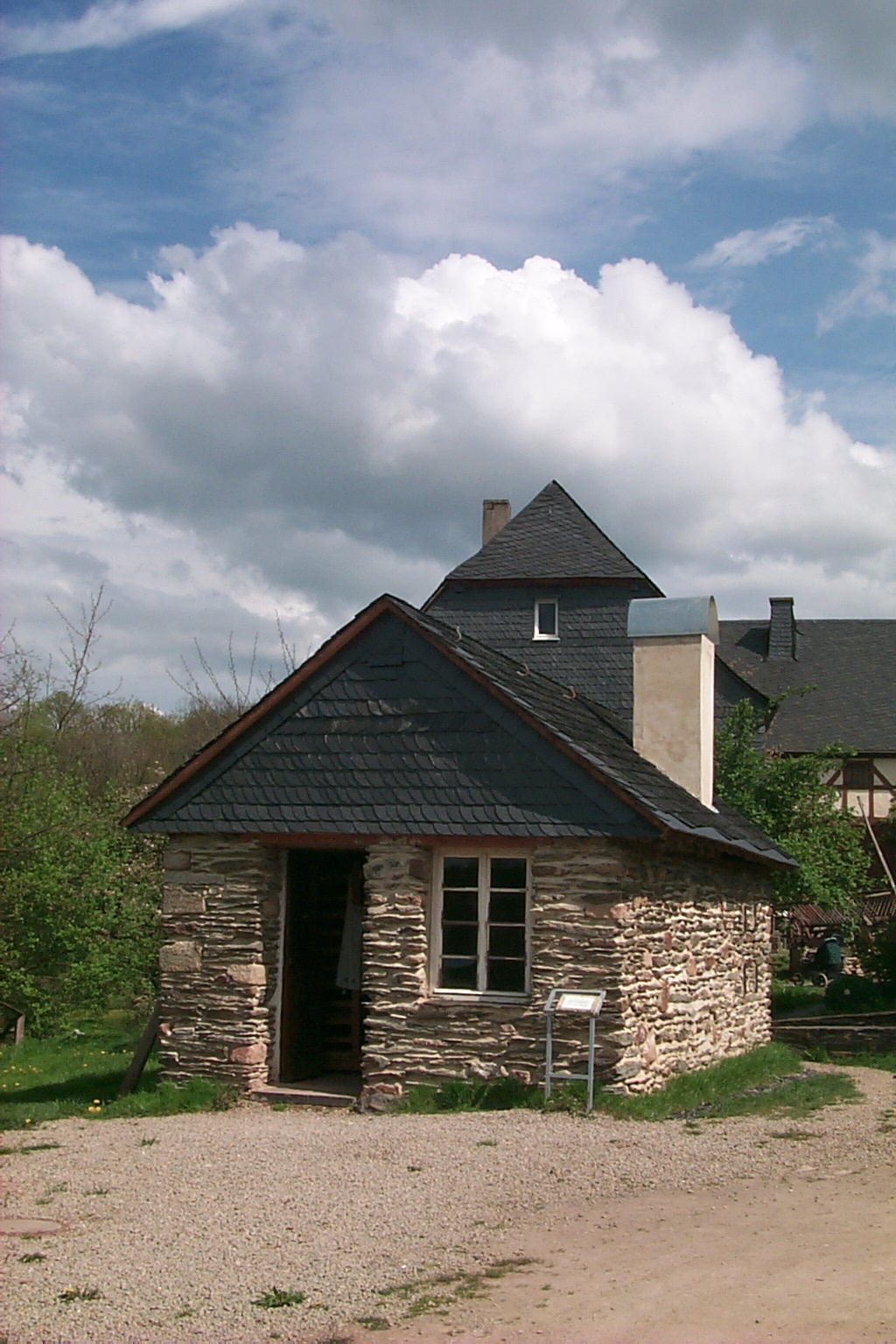
Het bakhuis, met erachter Haus Sensemichel
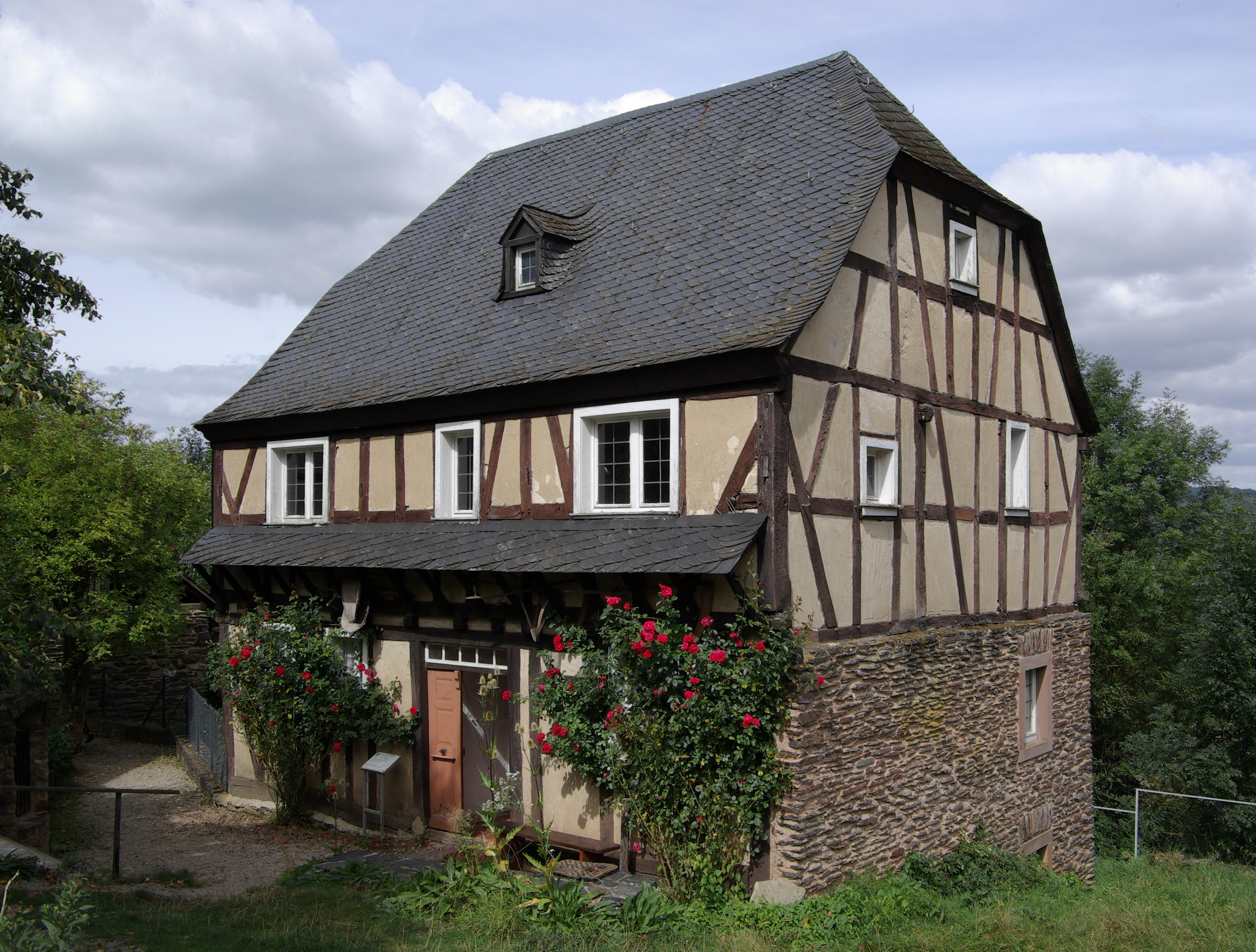
Haus Schuche
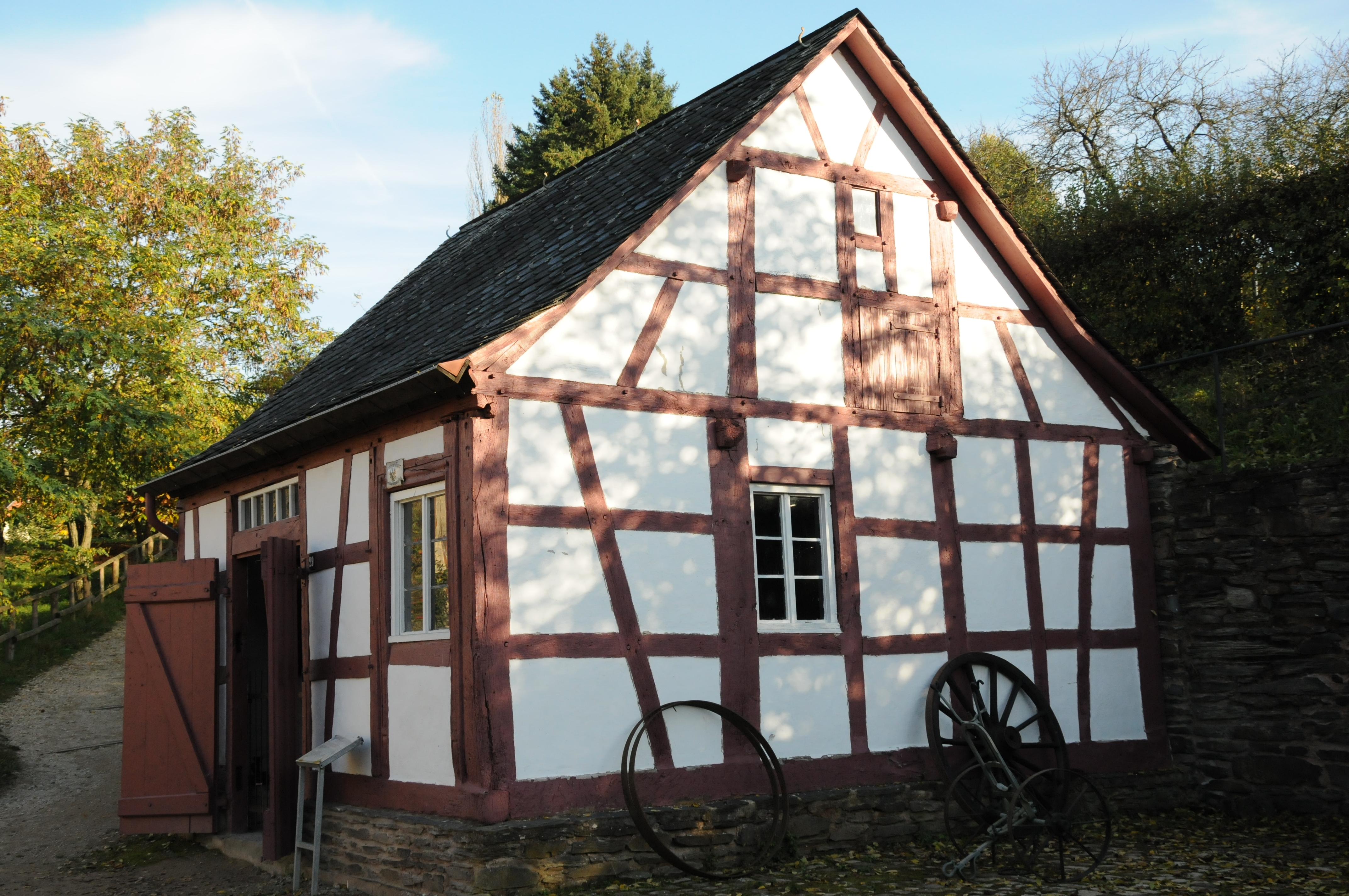
Haus Franz, ingericht als smederij
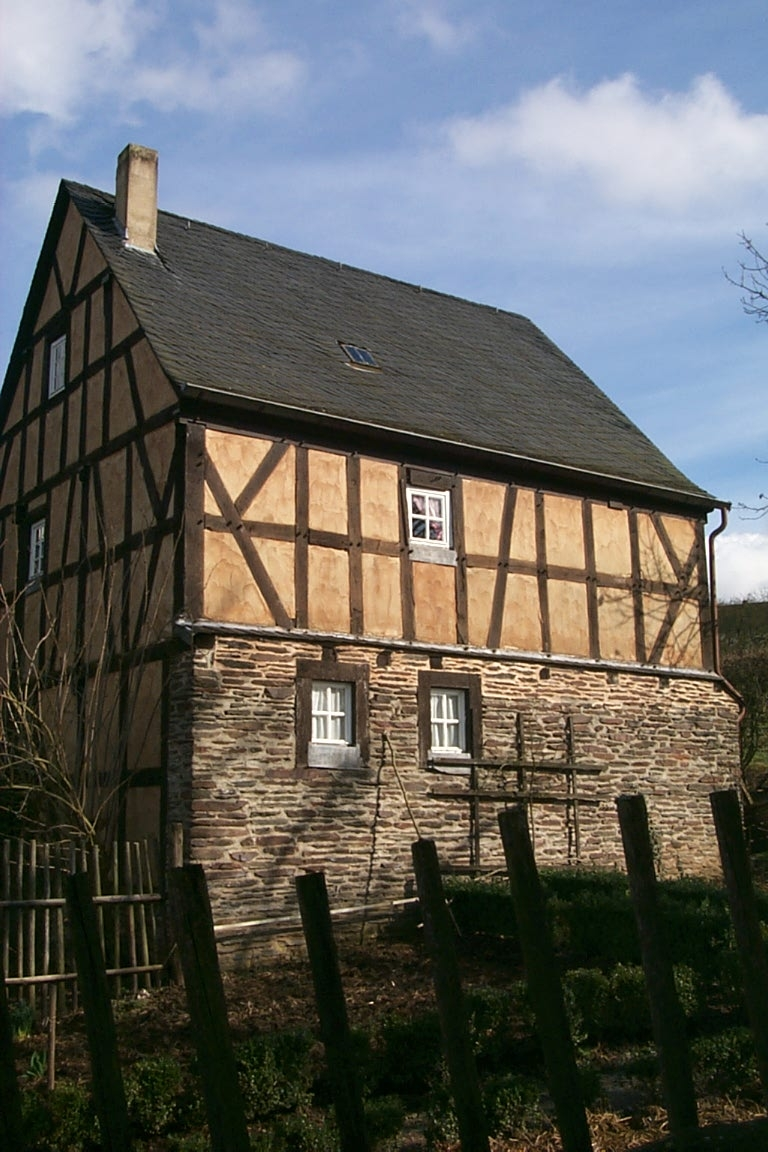
Haus Klaesjes

### Mosel-Saar gebouwen
De gebouwen uit het Mosel-Saar-gebied zijn alle uit steen opgetrokken. Verplaatsen of reconstrueren kostte in vergelijking met de vakwerkhuizen uit de Hunsrück dan ook meer geld en inspanning.
De volgende gebouwen maken er deel van uit:
- Het Saargauhaus is een typisch voorbeeld van een Trierer Einhaus. Het is een variant op het 'breedgebouwde alles-onder-een-dakhuis' dat in het hele zuidwesten van Duitsland voorkomt. Het gebouw is een kopie van een groot hof in Köllig in de Saargau. Dat werd in 1987 tot in detail opgemeten en op het museumterrein nagebouwd. In het souterrain bevindt zich naast een keuken en een woonkamer de branderij van de in 1881 gestichte firma Jean Marx uit Cochem. Nadat de branderij daar in 2002 gesloten kon de gehele inventaris worden overgenomen door het museum. De woning op de bovenverdieping wordt door een museummedewerker gehuurd.
- Een schooltoilet uit Polz, deelgemeente van Merzkirchen, bij Saarburg. Het is een klein uit baksteen gemetseld vakwerkgebouw. Nadat het ouderwetse huisje voor zijn oorspronkelijke doel werd afgedankt bleef het in stand doordat de schoolmeester het als kippenhok ging gebruiken.
- Op de andere zijde van de weg bevindt zich een bronnenhuis, dat minstens sinds de 19e eeuw voor de watervoorziening van het Roscheider Hof benut werd en dat in zijn huidige vorm voor de watervoorziening van nabijgelegen Westwallbunkers ingericht werd.
- Het pomphuisje met Lambachpomp is een industrieel monument, afkomstig uit Konz-Oberemmel. Een Lambachpomp is een zuigerpomp met hefboom, waarbij een grote in een cilinder bewegende zuiger bronwater door een drukleiding naar een hoger gelegen reservoir brengt. Het pompenhuis een kopie van het huisje dat nog op zijn oorspronkelijke plaats staat.
- Het huis Stein uit Niedermennig. Het huis van een handwerker (metselaar), met een klein boerenbedrijfje voor eigen behoefte.
- De stenen schuur uit Konz-Oberemmel stamt uit het jaar 1734. De bovenverdieping is als schilderswerkplaats ingericht.
- Een goederenbergplaats, die einde van de 19de naast het station van Konz gebouwd werd, maar door de opheffing van het stukgoederenverkeer zijn functie verloor en in 2014 wegens een heraanleg van de stationsplaats moest wijken.

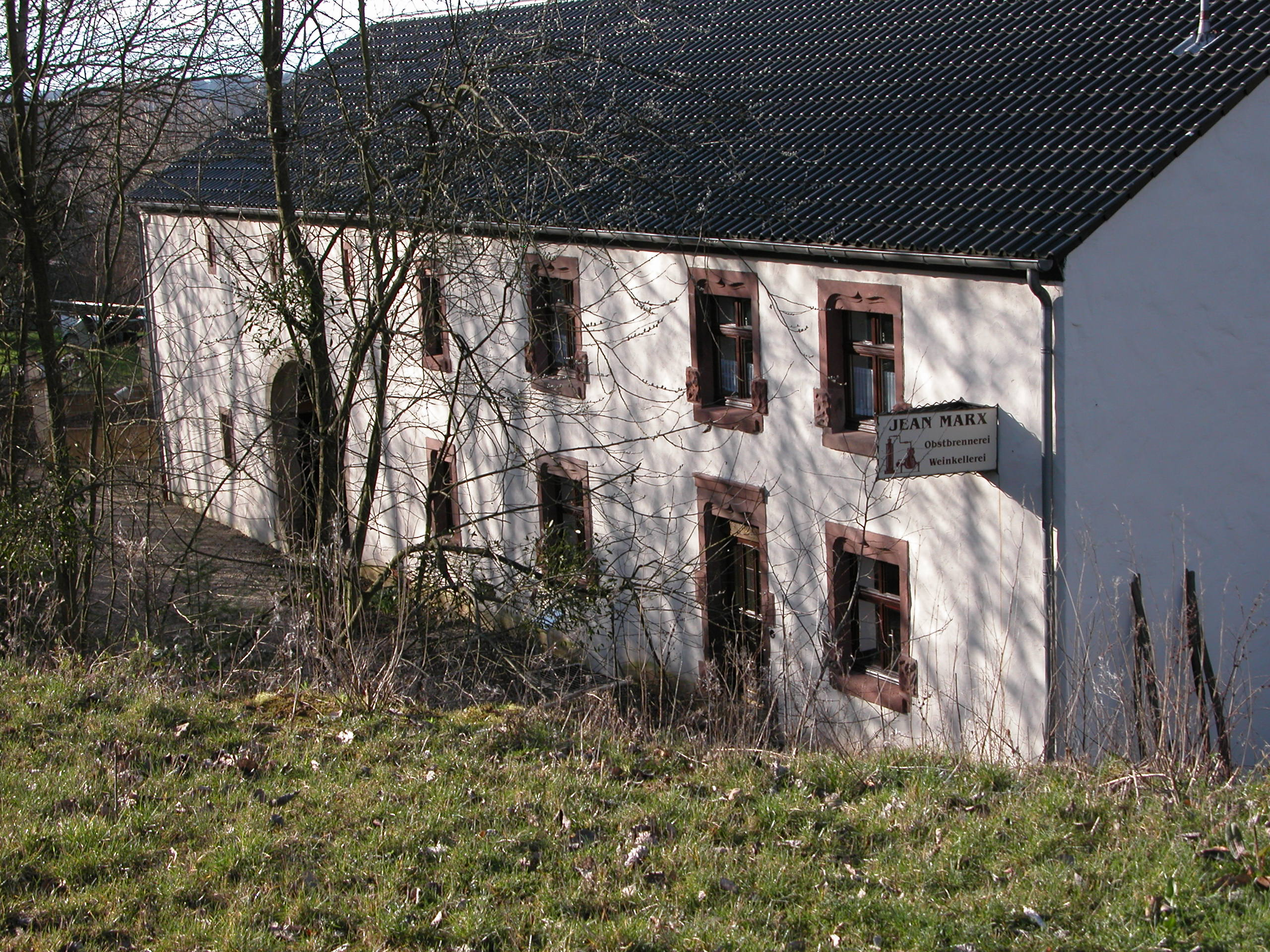
Het Saargauhaus
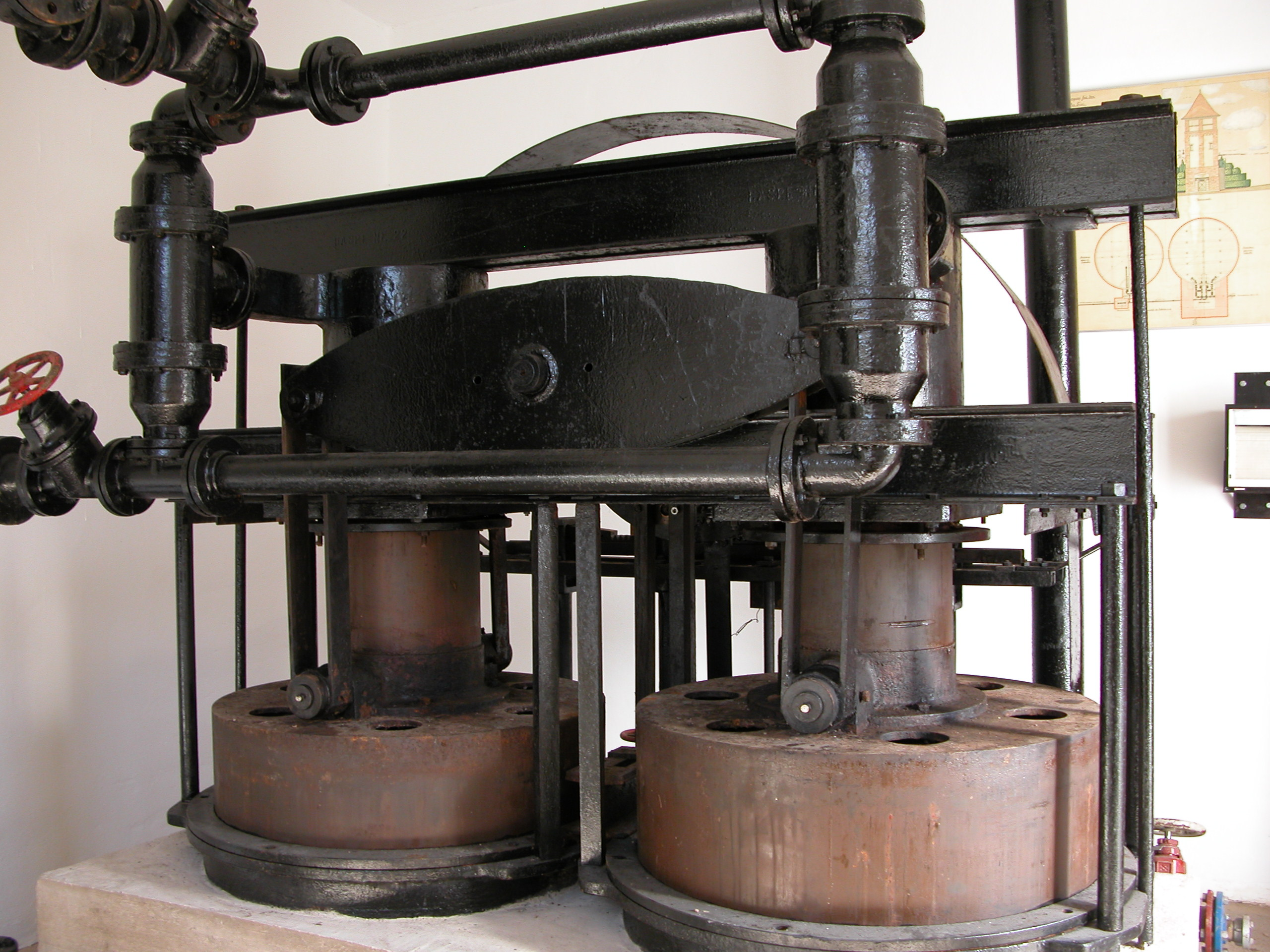
Lambachpomp
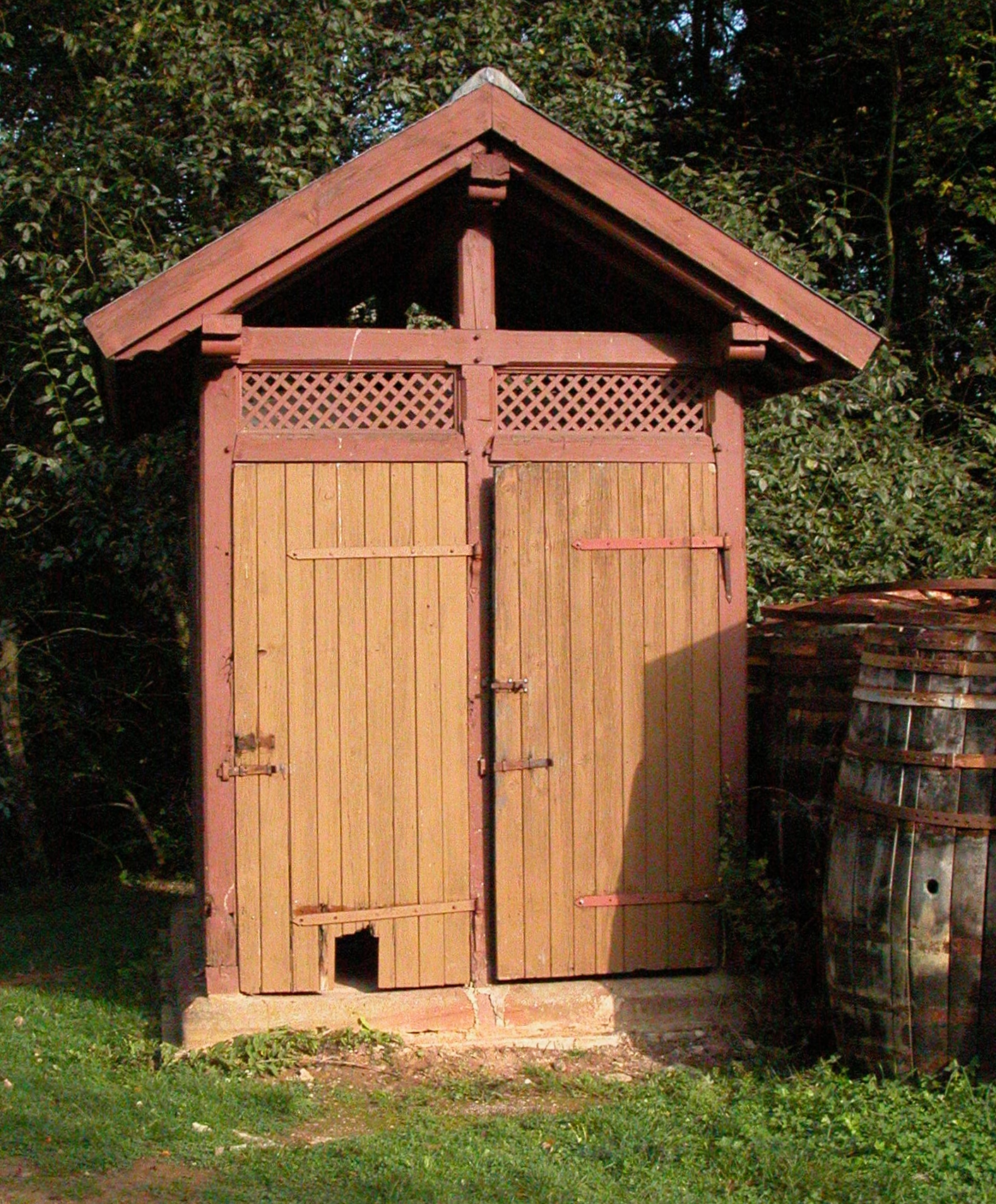
Schooltoilet
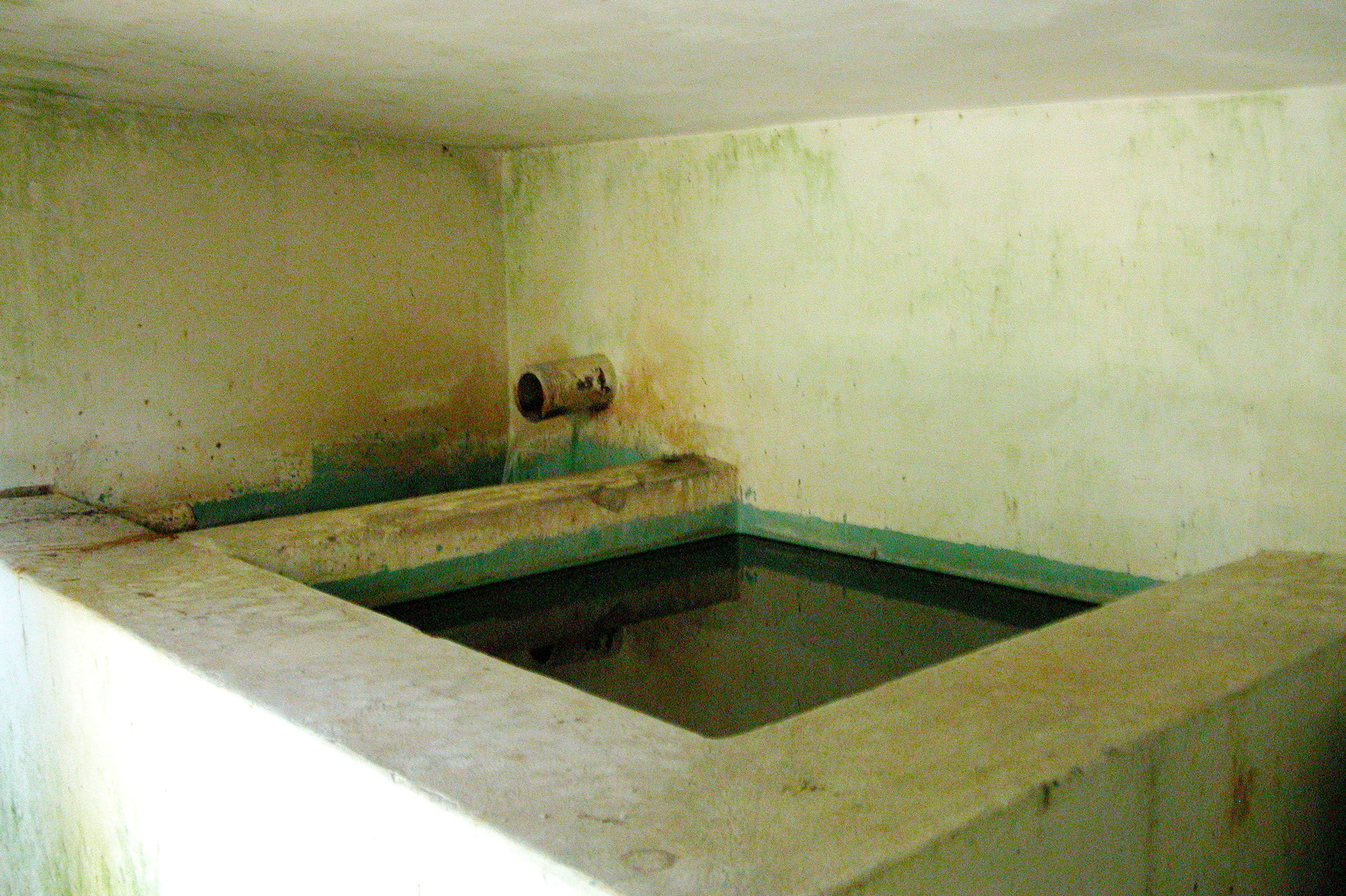
Westwall-Waterreservoir
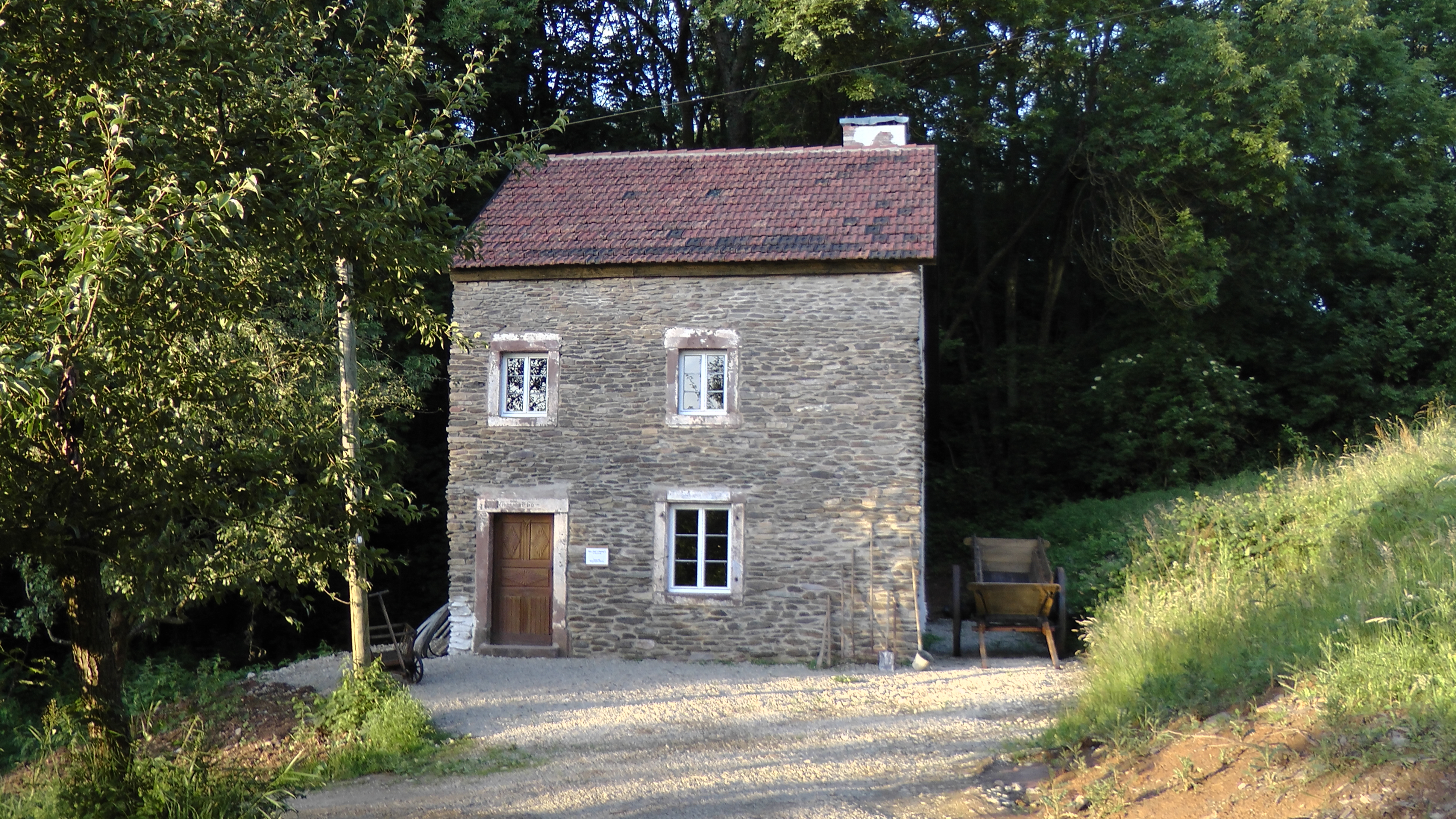
Huis Stein uit Niedermennig
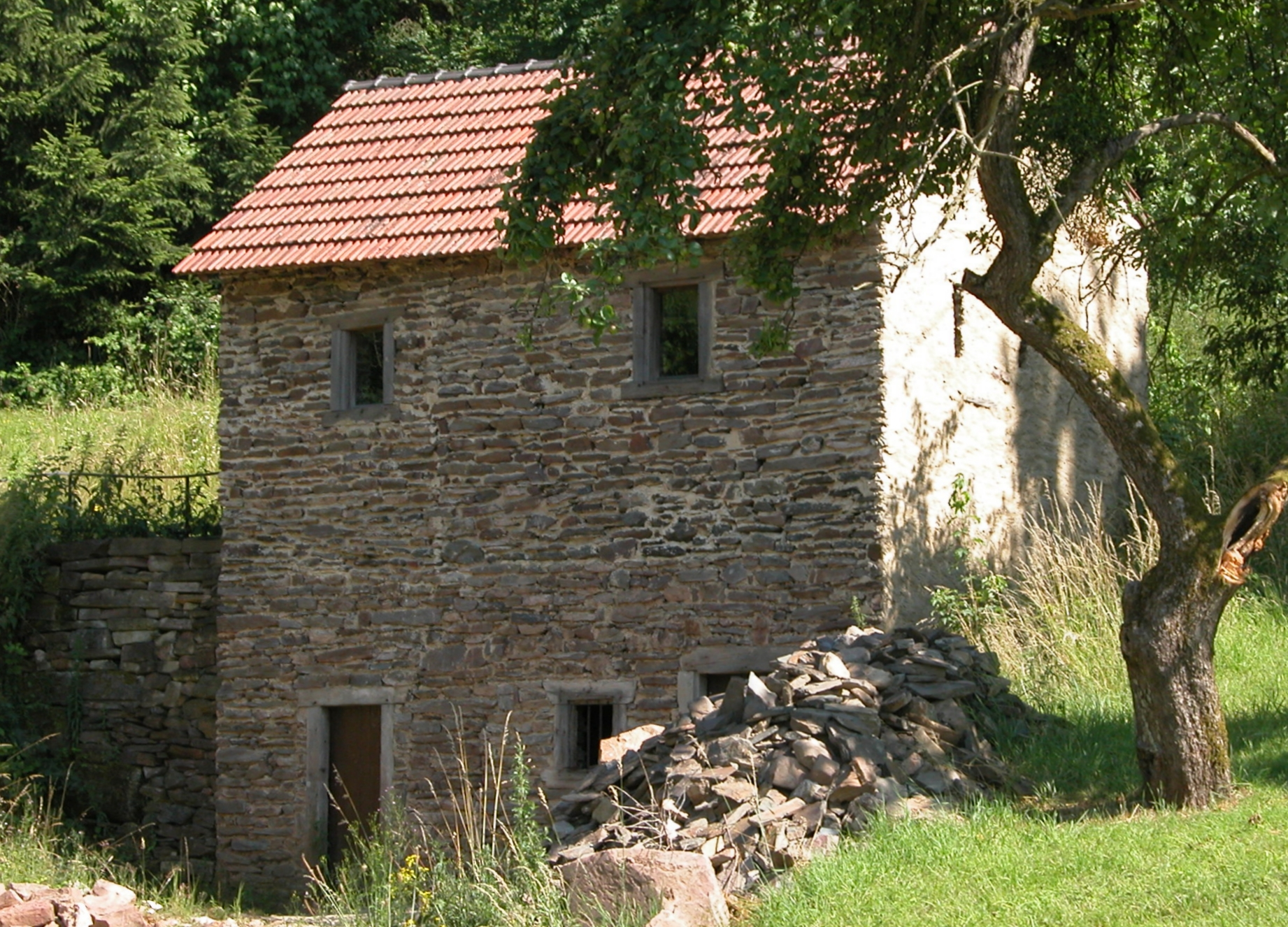
Het Huis uit Oberemmel
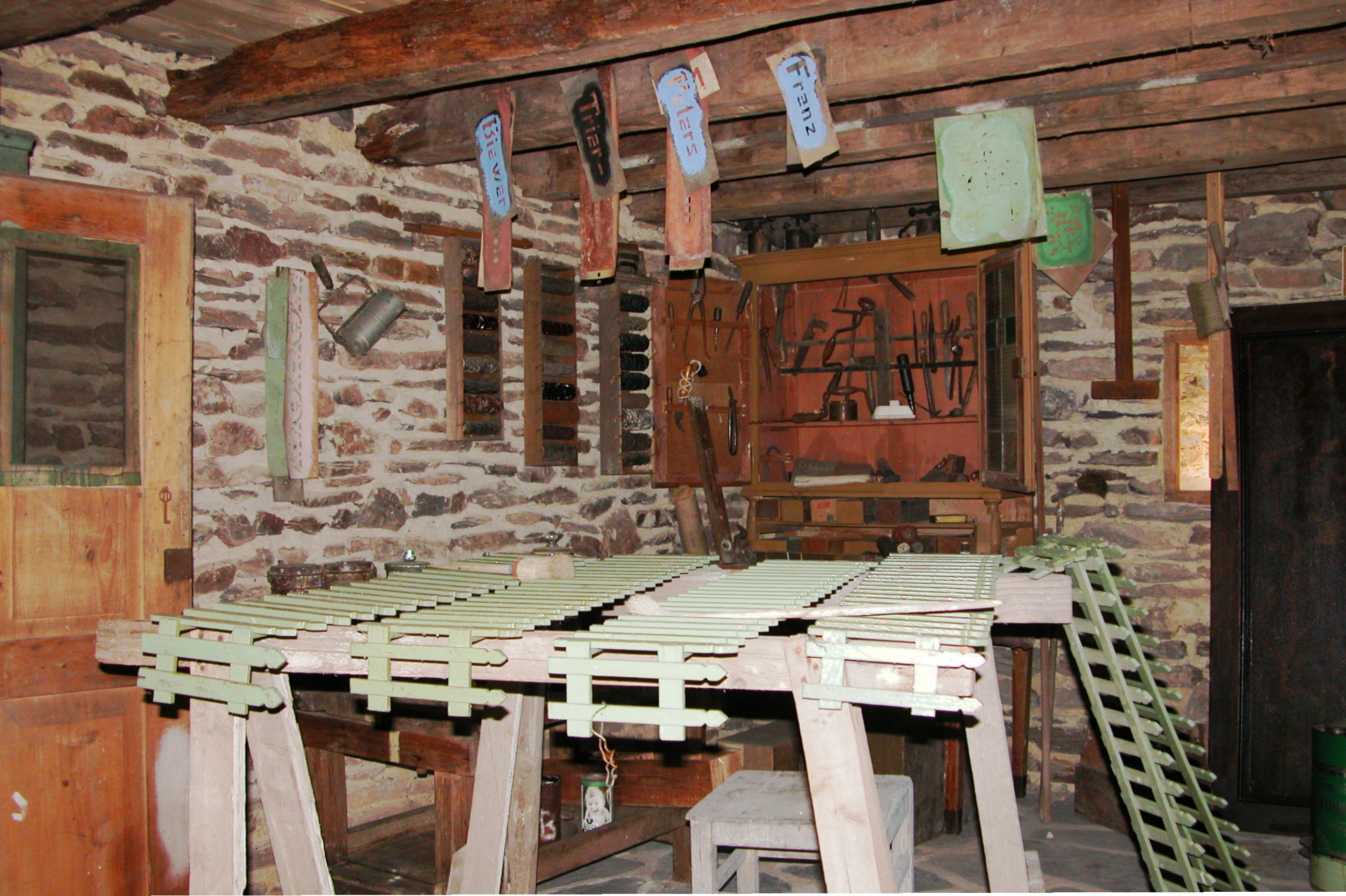
De Schilderswerkplaats
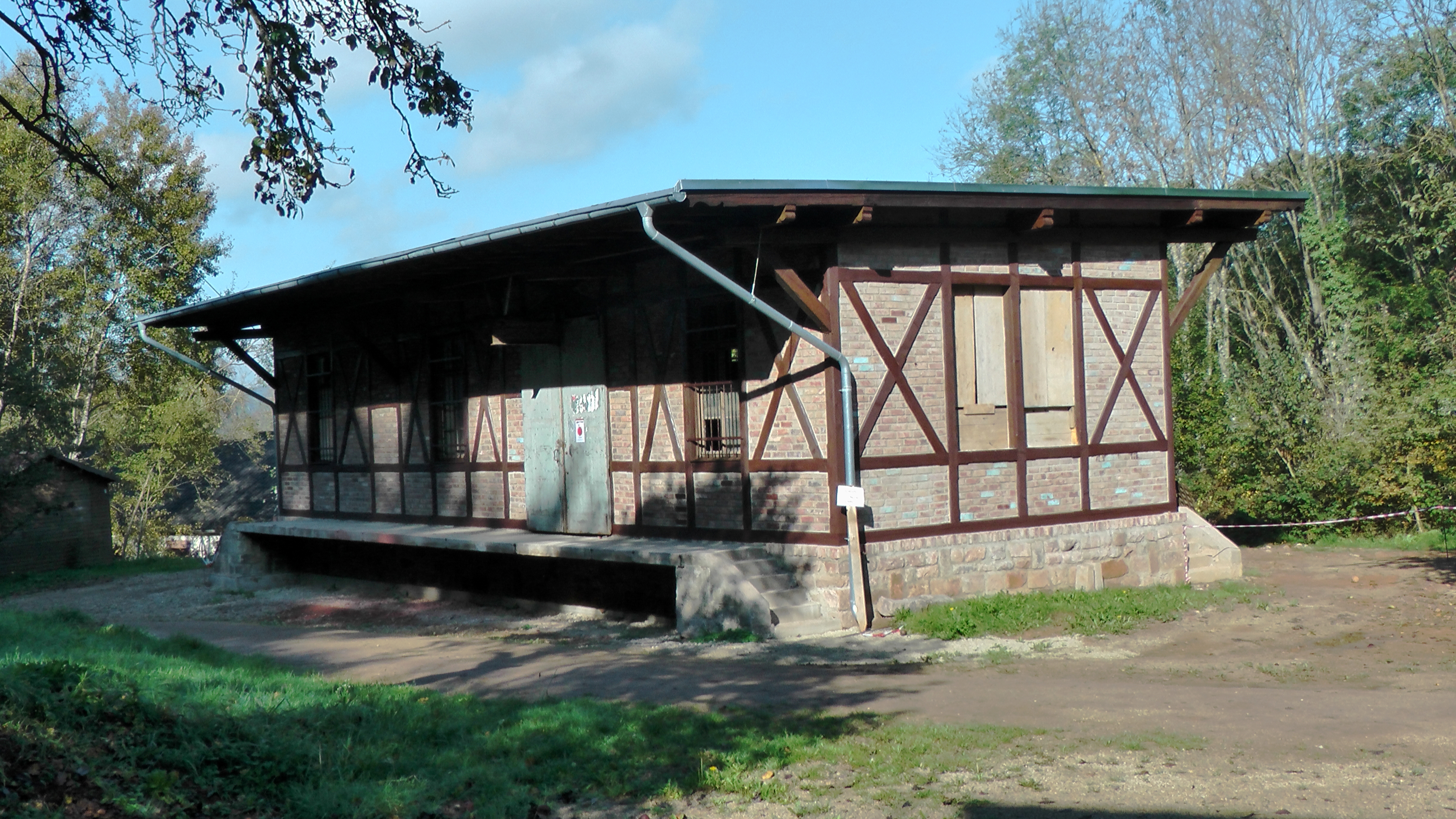
Goederenbergplaats
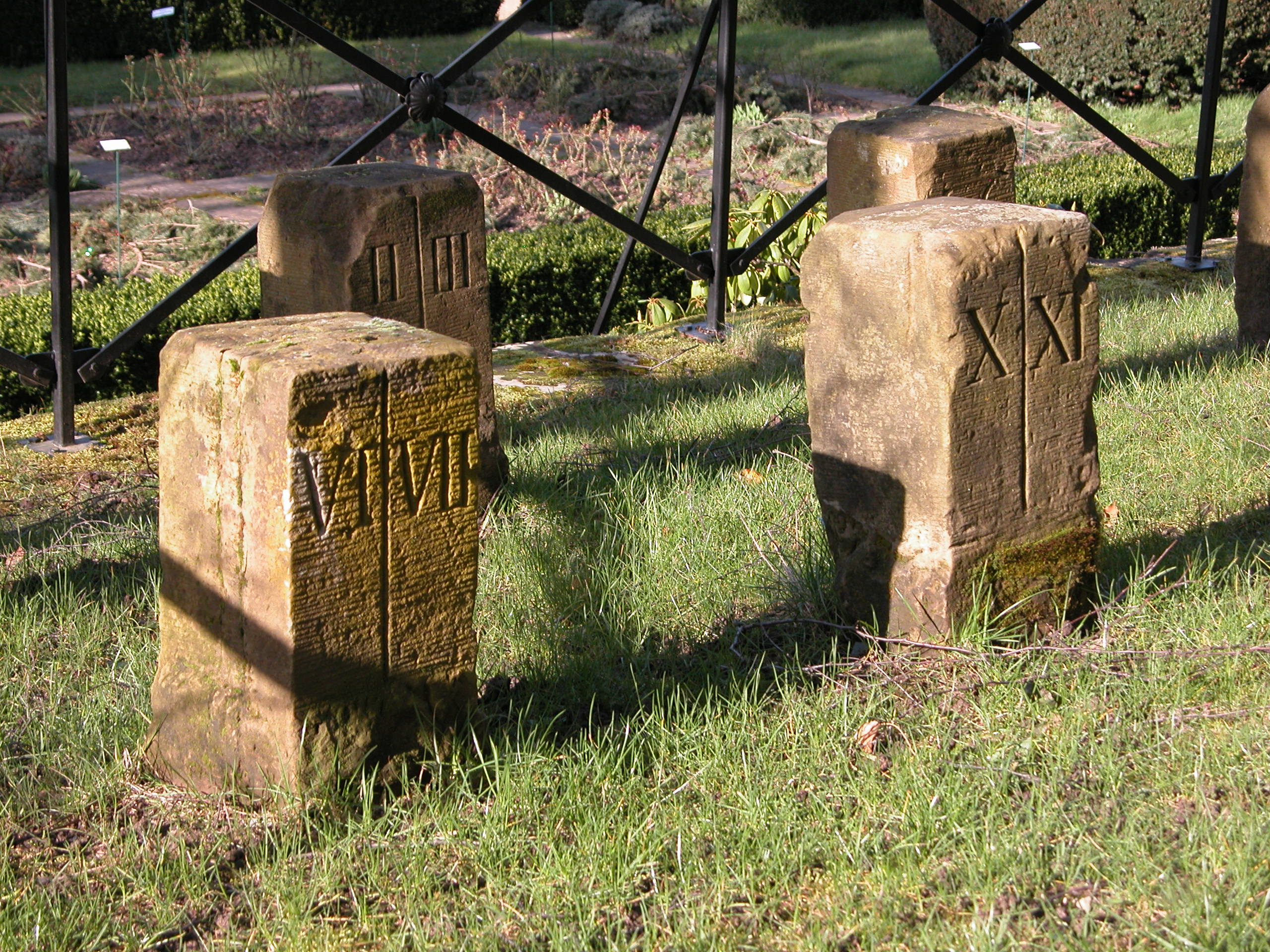
Historische Grensstenen

### Tuinen en stenen

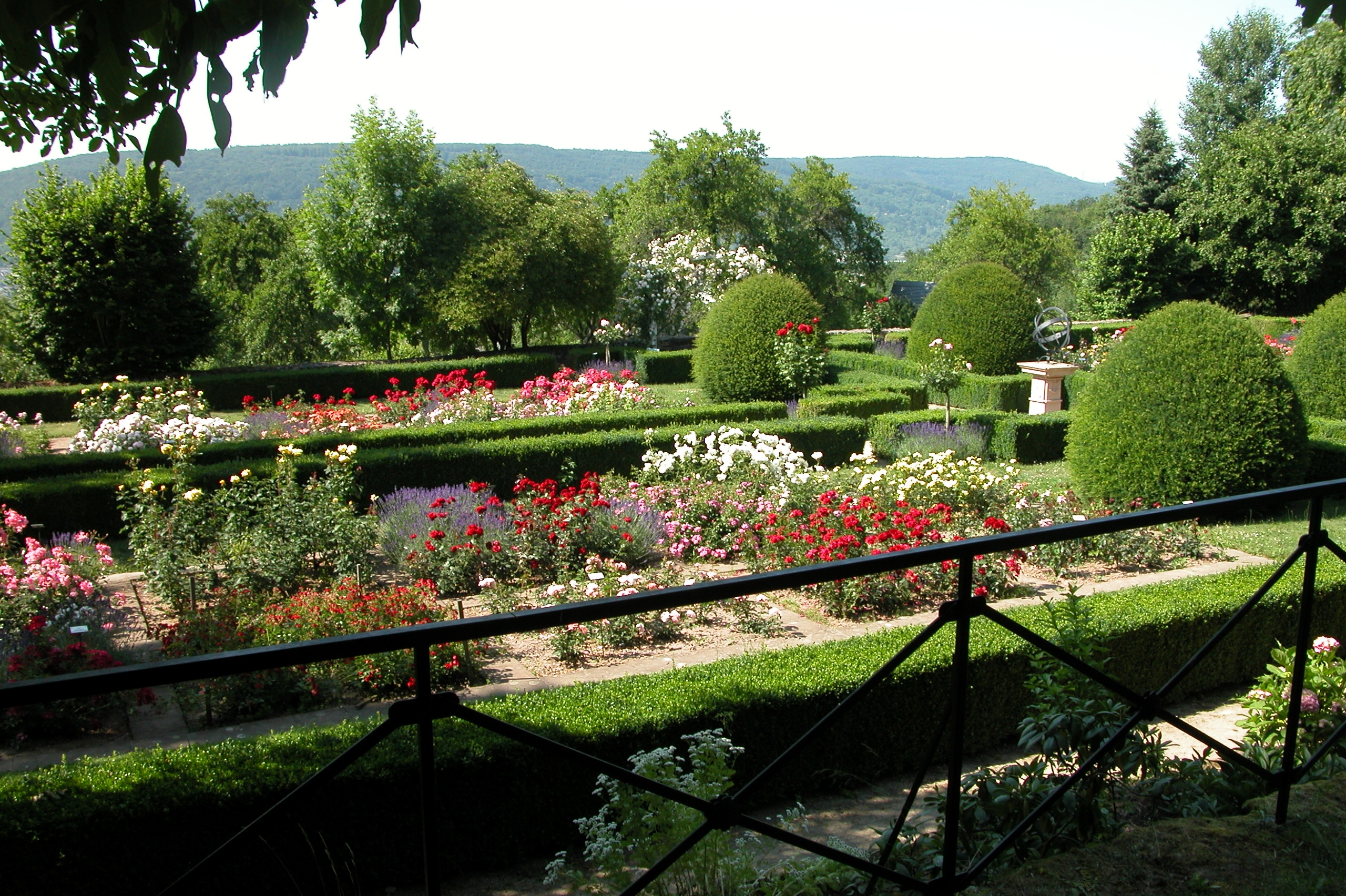
Rosarium

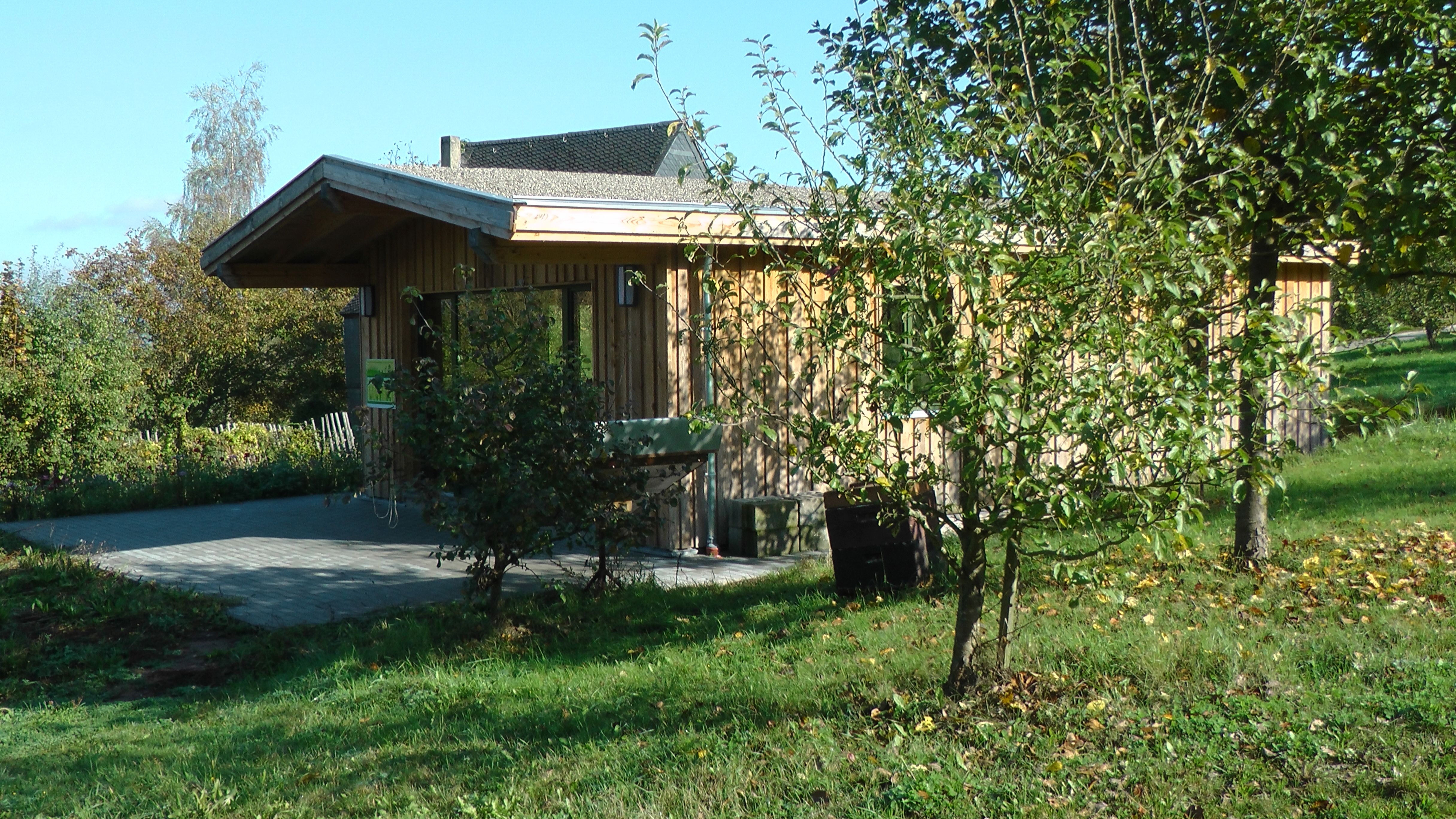
Leerbijenstandplaats

Aansluitend bij de tentoonstelling over burgerlijke wooncultuur bevinden zich bij de expositiegebouwen een rosarium met een historisch paviljoen en een kruidentuin. Bij de rozentuin is een tentoonstelling van historische grensstenen. Rond een historische kapel uit het Westerwald staan oude grafkruizen opgesteld. Opmerkelijk is de grafzerk van een Russische krijgsgevangene uit de Eerste Wereldoorlog. Een aantal grafstenen kwamen in het bezit van het museum nadat in 2006 bij de parochiekerk van Konz muren uit de Romeinse tijd werden geconserveerd en de oude grafstenen daarvoor moesten wijken. Sinds 2014 bevindt zich aan de rand van de boomgaard een door de imkervereniging van Konz geleide leerbijenstandplaats.

### Bos- en houtmuseum
Het bos- een houtmuseum bevindt zich in een modern tentoonstellingsgebouw beneden het Hunsrückgehucht. Het werd met steun van het Kreiswaldbauernverbands Trier-Saarburg opgericht en in oktober 2006 geopend. De tentoonstelling schenkt aandacht aan het werk bosbouwers, boswachters, jagers en vlotvoerders. Verder bevinden zich in het bosmuseum het kantoor van een bosambtenaar en werkplaatsen van houtverwerkende ambachtslieden zoals wagenmaker en kuiper, ook staat er een grote zaagmachine uit Saarburg.

### Niedermenniger oliemolen

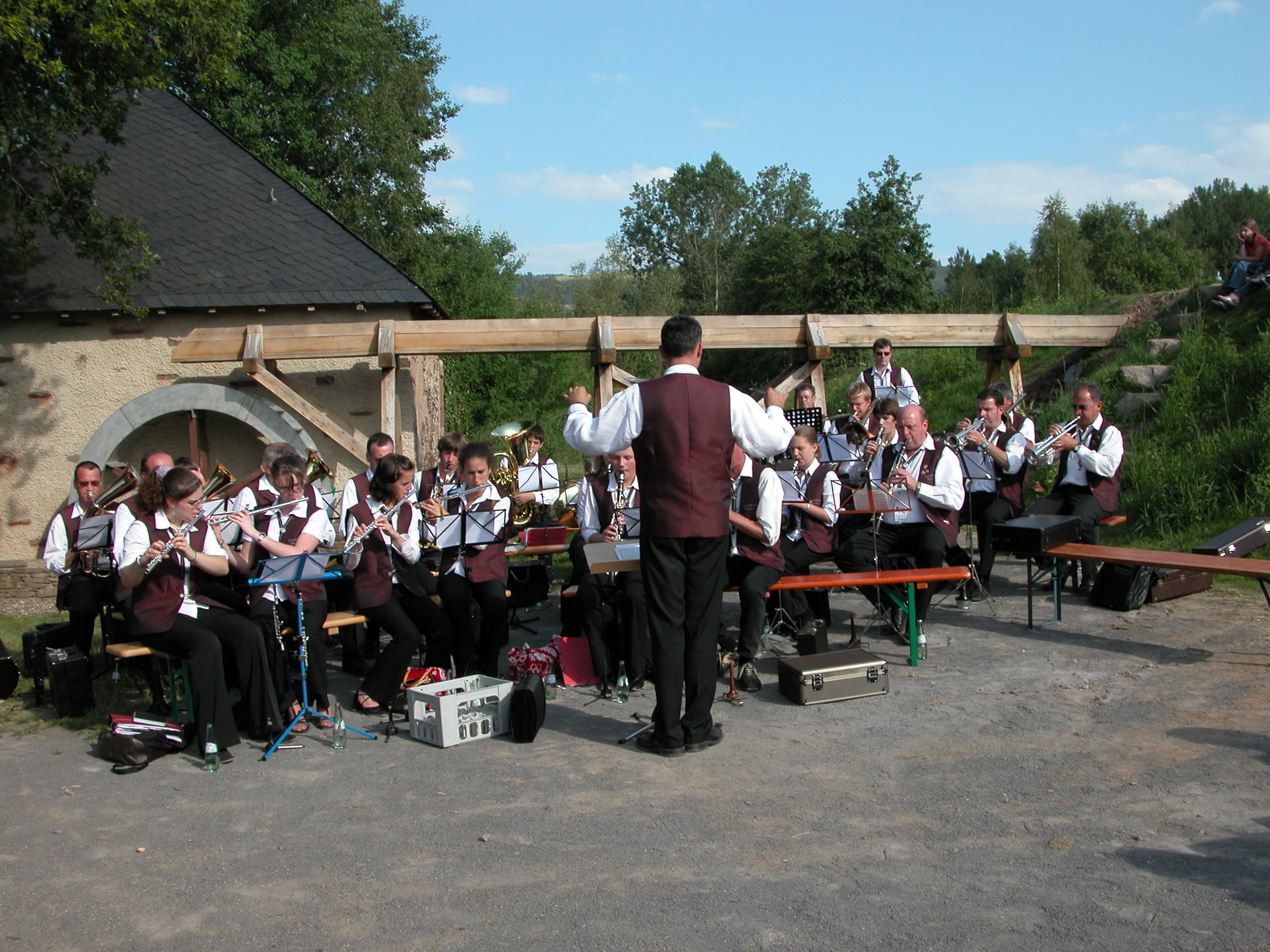
Inweiding van de oliemolen in 2006

Als nevenvestiging van het museum staat in het Konzer Tälchen een oude, nog goed functionerende oliemolen op waterkracht. De molen, die vroeger aan de Niedermenniger Bach stond, werd in 1849 gebouwd. Het maalmechanisne werd aangedreven door het water van de beek. De natuurlijke waterloop was voor dit doel afgedamd en het water werd via de aangelegde molenbeek naar een reservoir geleid dat een bergingscapaciteit had van 900 m³. De molenaars van Niedermennig waren naast molenaar ook landbouwer en wijnboer.
De oliemolen was tot in de jaren zestig in gebruik. Er werd vooral koolzaad en noten verwerkt. Kort na de oorlog werden ook beukennootjes gemalen. In 1967 werd de molen stilgelegd.

## Museumactiviteiten

### Educatie
In het museum verzorgen vrijwilligers een educatief programma. Er zijn rondleidingen voor school- en andere groepen, maar ook kinderverjaardagsfeestjes. In het winterhalfjaar is er maandelijks een knutseldag voor kinderen en hun ouders. Voor volwassenen worden verscheidene thematische rondleidingen aangeboden.

### Evenementen
Het museumseizoen begint op Palmzondag met de opening van een speciale expositie. De Internationale museumdag in mei wordt jaarlijks gevierd. In de rozentuin is in juni het Rosenblütenfest. In augustus is er de Dag voor kinderen met aandacht voor veel vrijwel vergeten kinderspelen. In september is er de Handwerker- en landbouwersdag met demonstraties van de graan-, koren- en vlasoogst en allerlei ambachten. Als afsluiting van het seizoen is er in oktober de Keltertag. In de adventstijd is er een Weihnachtsmarkt. Sinds 2008 wordt er jaarlijks een weekend levende geschiedenis georganiseerd. Op het museumterrein wordt ook wel plaats geboden aan muzikale evenementen.

### Speciale exposities
Het museum organiseert speciale tentoonstellingen, die meestal gedurende een seizoen te bezichtigen zijn. Thema's reiken van kleding en gebruiksgoederen tot elektrisch speelgoed en tinnen figuren tot exposities over de geschiedenis van regionale industriële ondernemingen. Ook 'grote' geschiedenis thema's zoals over Kelten en Romeinen kwamen aan de orde. Zowat driekwart van de speciale exposities zijn eigen producties van het museum, de andere zijn reizende tentoonstellingen die door andere musea verzorgd worden. Zo werden er ook twee exposities uit het Franse Lotharingen getoond.

### Internetaanbod

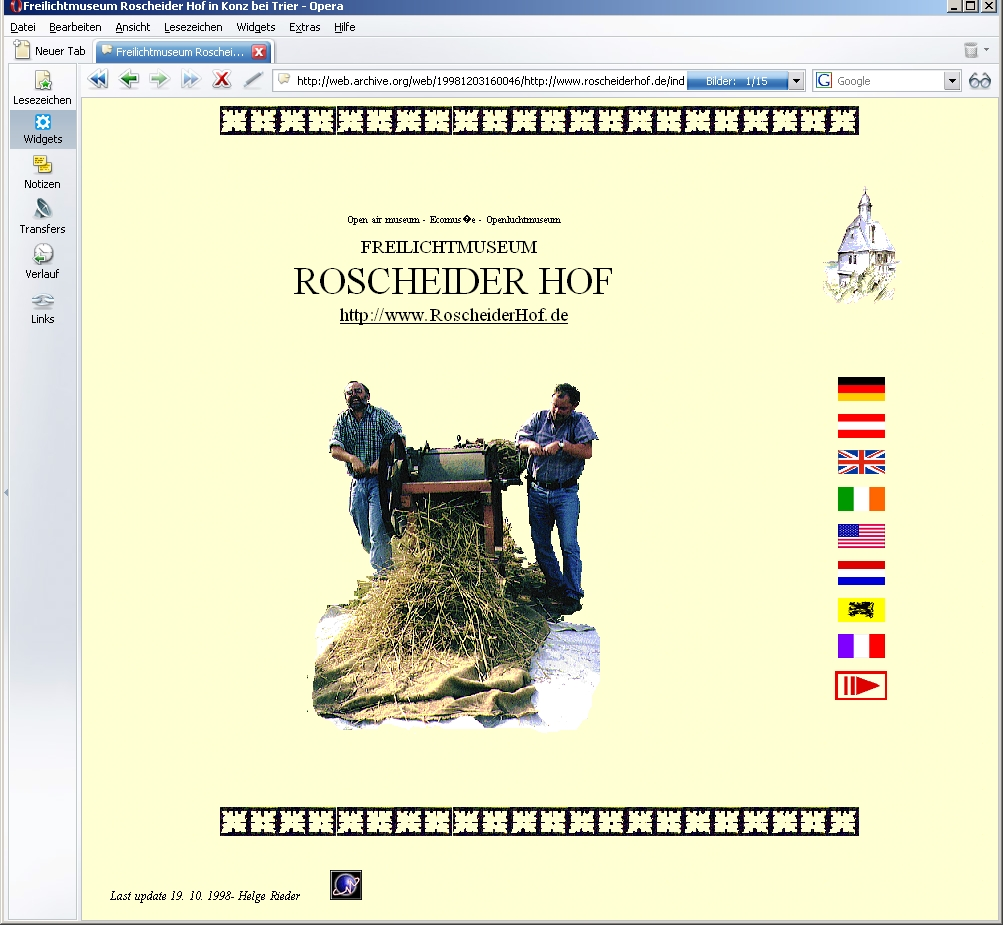
Homepage van het internetaanbod 1998

Het museum was in 1995 door samenwerking met de Hochschule Trier als een der eerste Duitse openluchtmusea aanwezig op het internet. De voorlichting werd vanaf het begin in het Duits, Engels, Frans en Nederlands gegeven. Behalve bezoekersinformatie en een beschrijving van het museum komen er verscheidene thema's aan de orde en is er een interactieve rondgang door het museum.
Op de webpagina van het Roscheider Hof kan men ook de Datenbank der Kulturgüter in der Region Trier, met informatie over meer dan 20.000 (beschermde) monumenten, raadplegen.